# ATP Challenger Tour 2014
El ATP Challenger Tour es el circuito profesional de tenis secundario organizado por la ATP. En 2014 el calendario del ATP Challenger Tour comprende aproximadamente 150 torneos, con premios que van desde U$ 40.000 hasta U$ 220.000, lo que representa un aumento del dinero del premio mínimo de $ 35.000.  Se trata de la 38 ª edición del ciclo de torneos challenger, y el sexto en el marco del nombre de Challenger tour.

## Distribución de puntos
Los puntos se otorgan de la siguiente manera:
| Categoría del torneo                                                 | Campeón | Finalista | Semifinalistas                       | Cuartos de final                     | 2.ª ronda                            | 1.ª ronda                            | Clasif.                              |
| -------------------------------------------------------------------- | ------- | --------- | ------------------------------------ | ------------------------------------ | ------------------------------------ | ------------------------------------ | ------------------------------------ |
| ATP Challenger Tour Finals                                           | RR+50   | RR+30     | 15 por partido ganado en round robin | 15 por partido ganado en round robin | 15 por partido ganado en round robin | 15 por partido ganado en round robin | 15 por partido ganado en round robin |
| Challenger $ 125,000 +H Challenger € 106,500+H                       | 125     | 75        | 45                                   | 25                                   | 10                                   | 0                                    | +5                                   |
| Challenger $ 125,000 o $ 100,000+H Challenger € 106,500 o € 85,000+H | 110     | 65        | 40                                   | 20                                   | 9                                    | 0                                    | +5                                   |
| Challenger $ 100,000 o $ 75,000+H Challenger € 85,000 o € 64,000+H   | 100     | 60        | 35                                   | 18                                   | 8                                    | 0                                    | +5                                   |
| Challenger $ 75,000 o $ 50,000+H Challenger € 64,000 o € 42,500+H    | 90      | 55        | 33                                   | 17                                   | 8                                    | 0                                    | +3                                   |
| Challenger $ 50,000 Challenger € 42,500                              | 80      | 48        | 29                                   | 15                                   | 7                                    | 0                                    | +5                                   |
| Challenger $ 40,000+H Challenger € 35,000+H                          | 80      | 48        | 29                                   | 15                                   | 6                                    | 0                                    | +3                                   |

## Programa de torneos[2]

### Clave
| ATP Challenger Tour Finales |
| Serie regular               |

### Enero
| 30 de diciembre | Aberto de São Paulo 2014 São Paulo, Brasil $125,000+H – Dura – 32S/32Q/16D Cuadro de individuales - Cuadro de dobles                                  | João Souza 6–4, 6–4                                 | Alejandro González                   |                             |                             |
| 30 de diciembre | Aberto de São Paulo 2014 São Paulo, Brasil $125,000+H – Dura – 32S/32Q/16D Cuadro de individuales - Cuadro de dobles                                  | Gero Kretschmer Alexander Satschko 4–6, 7–5, [10–6] | Nicolás Barrientos Víctor Estrella   |                             |                             |
| 30 de diciembre | Challenger BNP Paribas de Nouvelle-Calédonie Numea, Nueva Caledonia, Francia $75,000+H – Dura – 32S/32Q/16D Cuadro de individuales - Cuadro de dobles | Alejandro Falla 6-2, 6-2                            | Steven Diez                          |                             |                             |
| 30 de diciembre | Challenger BNP Paribas de Nouvelle-Calédonie Numea, Nueva Caledonia, Francia $75,000+H – Dura – 32S/32Q/16D Cuadro de individuales - Cuadro de dobles | Austin Krajicek Tennys Sandgren 7-6(4), 6-3         | Ante Pavić Blaž Rola                 |                             |                             |
| 6 de enero      | No hay torneos programados. | No hay torneos programados.                         | No hay torneos programados.          | No hay torneos programados. | No hay torneos programados. |
| 13 de enero     | No hay torneos programados. | No hay torneos programados.                         | No hay torneos programados.          | No hay torneos programados. | No hay torneos programados. |
| 20 de enero     | Intersport Heilbronn Open Heilbronn, Alemania € 106,500+H – Dura (indoor) – 32S/32Q/16D Cuadro de individuales - Cuadro de dobles                     | Peter Gojowczyk 6-4, 7-5                            | Igor Sijsling                        |                             |                             |
| 20 de enero     | Intersport Heilbronn Open Heilbronn, Alemania € 106,500+H – Dura (indoor) – 32S/32Q/16D Cuadro de individuales - Cuadro de dobles                     | Tomasz Bednarek Henri Kontinen 3–6, 7–63, [12–10]   | Ken Skupski Neal Skupski             |                             |                             |
| 20 de enero     | Royal Lahaina Challenger Lahaina, Estados Unidos $50,000 – Dura – 32S/32Q/16D Cuadro de individuales - Cuadro de dobles                               | Bradley Klahn 6–2, 6–3                              | Yang Tsung-hua                       |                             |                             |
| 20 de enero     | Royal Lahaina Challenger Lahaina, Estados Unidos $50,000 – Dura – 32S/32Q/16D Cuadro de individuales - Cuadro de dobles                               | Denis Kudla Yasutaka Uchiyama 6–3, 6–2              | Daniel Kosakowski Nicolas Meister    |                             |                             |
| 20 de enero     | Seguros Bolívar Open Bucaramanga Bucaramanga, Colombia $40,000+H – Tierra batida – 32S/32Q/16D Cuadro de individuales - Cuadro de dobles              | Alejandro Falla 7–5, 6–1                            | Paolo Lorenzi                        |                             |                             |
| 20 de enero     | Seguros Bolívar Open Bucaramanga Bucaramanga, Colombia $40,000+H – Tierra batida – 32S/32Q/16D Cuadro de individuales - Cuadro de dobles              | Juan Sebastián Cabal Robert Farah 7–6(3), 6–3       | Kevin King Juan-Carlos Spir          |                             |                             |
| 27 de enero     | McDonald's Burnie International Burnie, Australia $50,000 – Dura – 32S/32Q/16D Cuadro de individuales - Cuadro de dobles                              | Matt Reid 6–3 6–2                                   | Hiroki Moriya                        |                             |                             |
| 27 de enero     | McDonald's Burnie International Burnie, Australia $50,000 – Dura – 32S/32Q/16D Cuadro de individuales - Cuadro de dobles                              | Matt Reid John-Patrick Smith 6-4, 6-2               | Toshihide Matsui Danai Udomchoke     |                             |                             |
| 27 de enero     | Visit Panamá Cup Chitré, Panamá $40,000+H – Dura – 32S/32Q/16D Cuadro de individuales - Cuadro de dobles                                              | Wayne Odesnik 5-7, 6-4, 6-4                         | Jimmy Wang                           |                             |                             |
| 27 de enero     | Visit Panamá Cup Chitré, Panamá $40,000+H – Dura – 32S/32Q/16D Cuadro de individuales - Cuadro de dobles                                              | Kevin King Juan Carlos Spir 7–65, 6–4               | Alex Llompart Mateo Nicolás Martínez |                             |                             |

### Febrero
| Semana de     | Torneo | Campeones                                            | Finalista                                           |
| ------------- | --- | ---------------------------------------------------- | --------------------------------------------------- |
| 3 de febrero  | Challenger of Dallas Dallas, EEUU $100,000 – Dura (indoor) – 32S/32Q/16D Cuadro de individuales - Cuadro de dobles                           | Steve Johnson 6–4, 6–4                               | Malek Jaziri                                        |
| 3 de febrero  | Challenger of Dallas Dallas, EEUU $100,000 – Dura (indoor) – 32S/32Q/16D Cuadro de individuales - Cuadro de dobles                           | Samuel Groth Chris Guccione 6–4, 6–2                 | Ryan Harrison Mark Knowles                          |
| 3 de febrero  | P.L. Reddy Memorial ATP Challenger Chennai, India $ 50,000 – Dura – 32S/32Q/16D Cuadro de individuales - Cuadro de dobles                    | Yuki Bhambri 4-6, 6-3, 7-5                           | Alexander Kudryavtsev                               |
| 3 de febrero  | P.L. Reddy Memorial ATP Challenger Chennai, India $ 50,000 – Dura – 32S/32Q/16D Cuadro de individuales - Cuadro de dobles                    | Yuki Bhambri Michael Venus 6–4, 7–63                 | N. Sriram Balaji Blaž Rola                          |
| 3 de febrero  | Charles Sturt Adelaide International Adelaida, Australia $50,000 – Dura – 32S/32Q/16D Cuadro de individuales - Cuadro de dobles              | Bradley Klahn 6–3, 7–69                              | Tatsuma Ito                                         |
| 3 de febrero  | Charles Sturt Adelaide International Adelaida, Australia $50,000 – Dura – 32S/32Q/16D Cuadro de individuales - Cuadro de dobles              | Marcus Daniell Jarmere Jenkins 6–4, 6–4              | Dane Propoggia Jose Rubin Statham                   |
| 10 de febrero | Internazionali Trofeo Lame Perrel–Faip Bérgamo, Italia € 42,500+H – Dura (indoor) – 32S/32Q/16D Cuadro de individuales - Cuadro de dobles    | Simone Bolelli 7–66, 6–4                             | Jan-Lennard Struff                                  |
| 10 de febrero | Internazionali Trofeo Lame Perrel–Faip Bérgamo, Italia € 42,500+H – Dura (indoor) – 32S/32Q/16D Cuadro de individuales - Cuadro de dobles    | Karol Beck Michal Mertiňák 4–6, 7–5, [10–6]          | Konstantin Kravchuk Denys Molchanov                 |
| 10 de febrero | Open BNP Paribas Banque de Bretagne Quimper, Francia € 42,500+H – Dura (indoor) – 32S/32Q/16D Cuadro de individuales - Cuadro de dobles      | Pierre-Hugues Herbert 7-65, 6-3                      | Vincent Millot                                      |
| 10 de febrero | Open BNP Paribas Banque de Bretagne Quimper, Francia € 42,500+H – Dura (indoor) – 32S/32Q/16D Cuadro de individuales - Cuadro de dobles      | Pierre-Hugues Herbert Albano Olivetti 6–4, 6–3       | Toni Androić Nikola Mektić                          |
| 10 de febrero | State Bank of India ATP Challenger Tour Calcuta, India $ 50,000 – Dura – 32S/32Q/16D Cuadro de individuales - Cuadro de dobles               | Ilija Bozoljac 6–1, 6–1                              | Yevgueni Donskoi                                    |
| 10 de febrero | State Bank of India ATP Challenger Tour Calcuta, India $ 50,000 – Dura – 32S/32Q/16D Cuadro de individuales - Cuadro de dobles               | Saketh Myneni Sanam Singh 6-3, 3-6, [10-4]           | Divij Sharan Vishnu Vardhan                         |
| 17 de febrero | ONGC–GAIL Delhi Open Nueva Delhi, India $ 100,000 – Dura – 32S/32Q/16D Cuadro de individuales - Cuadro de dobles                             | Somdev Devvarman 6–3, 6–1                            | Aleksandr Nedovyesov                                |
| 17 de febrero | ONGC–GAIL Delhi Open Nueva Delhi, India $ 100,000 – Dura – 32S/32Q/16D Cuadro de individuales - Cuadro de dobles                             | Saketh Myneni Sanam Singh 7–65, 6–4                  | Sanchai Ratiwatana Sonchat Ratiwatana               |
| 17 de febrero | Morelos Open Morelos, México $ 75,000+H – Dura – 32S/32Q/16D Cuadro de individuales - Cuadro de dobles                                       | Gerald Melzer 6–1, 6–4                               | Víctor Estrella                                     |
| 17 de febrero | Morelos Open Morelos, México $ 75,000+H – Dura – 32S/32Q/16D Cuadro de individuales - Cuadro de dobles                                       | Andrej Martin Gerald Melzer 6–2, 6–4                 | Alejandro Moreno Figueroa Miguel Ángel Reyes-Varela |
| 17 de febrero | Astaná Challenger Astaná, Kazajistán $ 75,000 – Dura (indoor) – 32S/32Q/16D Cuadro de individuales - Cuadro de dobles                        | Andrey Golubev 6–4, 6–4                              | Gilles Müller                                       |
| 17 de febrero | Astaná Challenger Astaná, Kazajistán $ 75,000 – Dura (indoor) – 32S/32Q/16D Cuadro de individuales - Cuadro de dobles                        | Sergey Betov Alexander Bury 6-1, 6-4                 | Andrey Golubev Yevgueni Koroliov                    |
| 24 de febrero | Challenger La Manche Cherburgo-Octeville, Francia € 64,000+H – Dura (indoor) – 32S/32Q/16D Cuadro de individuales - Cuadro de dobles         | Kenny de Schepper 3–6, 6–2, 6–3                      | Norbert Gomboš                                      |
| 24 de febrero | Challenger La Manche Cherburgo-Octeville, Francia € 64,000+H – Dura (indoor) – 32S/32Q/16D Cuadro de individuales - Cuadro de dobles         | Henri Kontinen Konstantin Kravchuk 6–4, 6–73, [10–7] | Pierre-Hugues Herbert Albano Olivetti               |
| 24 de febrero | ATP Challenger Guangzhou Guangzhou, China $ 50,000+H – Dura – 32S/32Q/16D Cuadro de individuales - Cuadro de dobles                          | Blaž Rola 64–7, 6–4, 6–3                             | Yūichi Sugita                                       |
| 24 de febrero | ATP Challenger Guangzhou Guangzhou, China $ 50,000+H – Dura – 32S/32Q/16D Cuadro de individuales - Cuadro de dobles                          | Sanchai Ratiwatana Sonchat Ratiwatana 6–2, 6–4       | Lee Hsin-han Amir Weintraub                         |
| 24 de febrero | Challenger ATP de Salinas Diario Expreso Salinas, Ecuador $ 40,000+H – Tierra batida – 32S/32Q/16D Cuadro de individuales - Cuadro de dobles | Víctor Estrella 6–3, 6–4                             | Andrea Collarini                                    |
| 24 de febrero | Challenger ATP de Salinas Diario Expreso Salinas, Ecuador $ 40,000+H – Tierra batida – 32S/32Q/16D Cuadro de individuales - Cuadro de dobles | Roberto Maytin Fernando Romboli 6–3, 6–4             | Hugo Dellien Eduardo Schwank                        |

### Marzo
| Semana de   | Torneo | Campeones                                        | Finalista                         |
| ----------- | --- | ------------------------------------------------ | --------------------------------- |
| 3 de marzo  | All Japan Indoor Tennis Championships Kyoto, Japón $ 40,000+H – Dura (indoor) – 32S/32Q/16D Cuadro de individuales - Cuadro de dobles       | Martin Fischer 3–6, 7–5, 6–4                     | Tatsuma Ito                       |
| 3 de marzo  | All Japan Indoor Tennis Championships Kyoto, Japón $ 40,000+H – Dura (indoor) – 32S/32Q/16D Cuadro de individuales - Cuadro de dobles       | Purav Raja Divij Sharan 5–7, 7–63, [10–4]        | Sanchai Ratiwatana Michael Venus  |
| 10 de marzo | Irving Tennis Classic Irving (Texas), EEUU $ 125,000+H – Dura – 32S/32Q/16D Cuadro de individuales - Cuadro de dobles                       | Lukáš Rosol 6–0, 6–3                             | Steve Johnson                     |
| 10 de marzo | Irving Tennis Classic Irving (Texas), EEUU $ 125,000+H – Dura – 32S/32Q/16D Cuadro de individuales - Cuadro de dobles                       | Santiago González Scott Lipsky 4–6, 7–67, [10–7] | John-Patrick Smith Michael Venus  |
| 10 de marzo | Kazan Kremlin Cup Kazán, Rusia $ 75,000+H – Dura (indoor) – 32S/32Q/16D Cuadro de individuales - Cuadro de dobles                           | Marsel İlhan 7–66, 6–3                           | Michael Berrer                    |
| 10 de marzo | Kazan Kremlin Cup Kazán, Rusia $ 75,000+H – Dura (indoor) – 32S/32Q/16D Cuadro de individuales - Cuadro de dobles                           | Flavio Cipolla Goran Tošić 3–6, 7–5, [12–10]     | Victor Baluda Konstantin Kravchuk |
| 17 de marzo | Challenger Banque Nationale Rimouski, Canadá $ 40,000+H – Dura (indoor) – 32S/32Q/16D Cuadro de individuales - Cuadro de dobles             | Samuel Groth 7–63, 6–2                           | Ante Pavić                        |
| 17 de marzo | Challenger Banque Nationale Rimouski, Canadá $ 40,000+H – Dura (indoor) – 32S/32Q/16D Cuadro de individuales - Cuadro de dobles             | Edward Corrie Daniel Smethurst 6–2, 6–1          | Germain Gigounon Olivier Rochus   |
| 17 de marzo | Visit Panama Cup Panama City, Panamá $ 40,000+H – Tierra batida – 32S/32Q/16D Cuadro de individuales - Cuadro de dobles                     | Pere Riba 7–5, 5–7, 6–2                          | Blaž Rola                         |
| 17 de marzo | Visit Panama Cup Panama City, Panamá $ 40,000+H – Tierra batida – 32S/32Q/16D Cuadro de individuales - Cuadro de dobles                     | František Čermák Michail Elgin 4–6, 6–3, [10–8]  | Martín Alund Guillermo Durán      |
| 24 de marzo | Jalisco Open Guadalajara, México $ 100,000+H – Dura – 32S/32Q/16D Cuadro de individuales - Cuadro de dobles                                 | Gilles Müller 6–2, 6–2                           | Denis Kudla                       |
| 24 de marzo | Jalisco Open Guadalajara, México $ 100,000+H – Dura – 32S/32Q/16D Cuadro de individuales - Cuadro de dobles                                 | César Ramírez Miguel Ángel Reyes-Varela 6–4, 6–2 | Andre Begemann Matthew Ebden      |
| 24 de marzo | Seguros Bolívar Open Barranquilla Barranquilla, Colombia $ 40,000+H – Tierra batida – 32S/32Q/16D Cuadro de individuales - Cuadro de dobles | Pablo Cuevas 6–3, 6–1                            | Martin Kližan                     |
| 24 de marzo | Seguros Bolívar Open Barranquilla Barranquilla, Colombia $ 40,000+H – Tierra batida – 32S/32Q/16D Cuadro de individuales - Cuadro de dobles | Pablo Cuevas Pere Riba 6–4, 6–3                  | František Čermák Michail Elgin    |
| 28 de marzo | Open Guadeloupe , Le Gosier, Guadalupe $ 100,000+H – Dura – 32S/32Q/16D Cuadro de individuales - Cuadro de dobles                           | Steve Johnson 6–1, 6–75, 7–62                    | Kenny de Schepper                 |
| 28 de marzo | Open Guadeloupe , Le Gosier, Guadalupe $ 100,000+H – Dura – 32S/32Q/16D Cuadro de individuales - Cuadro de dobles                           | Tomasz Bednarek Adil Shamasdin 7–5, 6–75, [10–8] | Gero Kretschmer Michael Venus     |
| 28 de marzo | Open Harmonie mutuelle Saint-Brieuc, Francia € 42,500+H – Dura (indoor) – 32S/32Q/16D Cuadro de individuales - Cuadro de dobles             | Andreas Beck 7-5, 6-3                            | Grégoire Burquier                 |
| 28 de marzo | Open Harmonie mutuelle Saint-Brieuc, Francia € 42,500+H – Dura (indoor) – 32S/32Q/16D Cuadro de individuales - Cuadro de dobles             | Dominik Meffert Tim Puetz 6-4, 6-3               | Victor Baluda Philipp Marx        |
| 28 de marzo | Challenger Ficreas León (Guanajuato), México € 40,000+H – Dura – 32S/32Q/16D Cuadro de individuales - Cuadro de dobles                      | Rajeev Ram 6–2, 6–2                              | Samuel Groth                      |
| 28 de marzo | Challenger Ficreas León (Guanajuato), México € 40,000+H – Dura – 32S/32Q/16D Cuadro de individuales - Cuadro de dobles                      | Samuel Groth Chris Guccione 6–3, 6–4             | Marcus Daniell Artem Sitak        |

### Abril
| Semana de   | Torneo | Campeones                                         | Finalista                             |
| ----------- | --- | ------------------------------------------------- | ------------------------------------- |
| 7 de abril  | Mersin Cup Mersin, Turquía € 64,000 – Tierra batida – 32S/32Q/16D Cuadro de individuales - Cuadro de dobles                                   | Damir Džumhur 7-64, 6-3                           | Pere Riba                             |
| 7 de abril  | Mersin Cup Mersin, Turquía € 64,000 – Tierra batida – 32S/32Q/16D Cuadro de individuales - Cuadro de dobles                                   | Radu Albot Jaroslav Pospíšil 7-67, 6-1            | Thomas Fabbiano Matteo Viola          |
| 7 de abril  | Taroii Open de Tênis Itajaí, Brasil $ 40,000+H – Tierra batida – 32S/32Q/16D Cuadro de individuales - Cuadro de dobles                        | Facundo Argüello 4-6, 6-0, 6-4                    | Diego Schwartzman                     |
| 7 de abril  | Taroii Open de Tênis Itajaí, Brasil $ 40,000+H – Tierra batida – 32S/32Q/16D Cuadro de individuales - Cuadro de dobles                        | Máximo González Eduardo Schwank 6-2, 6-3          | André Sá João Souza                   |
| 14 de abril | Sarasota Open Sarasota, Estados Unidos $100,000 – Tierra batida – 32S/32Q/16D Cuadro de individuales - Cuadro de dobles                       | Nick Kyrgios 7-610, 6-4                           | Filip Krajinović                      |
| 14 de abril | Sarasota Open Sarasota, Estados Unidos $100,000 – Tierra batida – 32S/32Q/16D Cuadro de individuales - Cuadro de dobles                       | Marin Draganja Henri Kontinen 7–5, 5–7, [10–6]    | Rubén Ramírez Hidalgo Franko Škugor   |
| 14 de abril | San Luis Potosí Challenger San Luis Potosí, México $ 40,000+H – Tierra batida – 32S/32Q/16D Cuadro de individuales - Cuadro de dobles         | Paolo Lorenzi 6-1, 6-3                            | Adrián Menéndez                       |
| 14 de abril | San Luis Potosí Challenger San Luis Potosí, México $ 40,000+H – Tierra batida – 32S/32Q/16D Cuadro de individuales - Cuadro de dobles         | Kevin King Juan Carlos Spir 6-3, 6-4              | Adrián Menéndez Agustín Velotti       |
| 14 de abril | Cachantún Cup Santiago de Chile, Chile $ 40,000+H – Tierra batida – 32S/32Q/16D Cuadro de individuales - Cuadro de dobles                     | Thiemo de Bakker 4–6, 7–610, 6–1                  | James Duckworth                       |
| 14 de abril | Cachantún Cup Santiago de Chile, Chile $ 40,000+H – Tierra batida – 32S/32Q/16D Cuadro de individuales - Cuadro de dobles                     | Christian Garín Nicolás Jarry w/o                 | Jorge Aguilar Hans Podlipnik          |
| 14 de abril | São Paulo Challenger de Tênis San Pablo, Brasil $ 40,000+H – Tierra batida – 32S/32Q/16D Cuadro de individuales - Cuadro de dobles            | Rogério Dutra da Silva 6–4, 6–2                   | Blaž Rola                             |
| 14 de abril | São Paulo Challenger de Tênis San Pablo, Brasil $ 40,000+H – Tierra batida – 32S/32Q/16D Cuadro de individuales - Cuadro de dobles            | Guido Pella Diego Schwartzman 1-6, 6-3, [10-4]    | Máximo González Andrés Molteni        |
| 21 de abril | Savannah Challenger Savannah, Estados Unidos $50,000 – Tierra batida (Verde) – 32S/32Q/16D Cuadro de individuales - Cuadro de dobles          | Nick Kyrgios 2-6, 7-64, 6-4                       | Jack Sock                             |
| 21 de abril | Savannah Challenger Savannah, Estados Unidos $50,000 – Tierra batida (Verde) – 32S/32Q/16D Cuadro de individuales - Cuadro de dobles          | Ilija Bozoljac Michael Venus 7-5, 6-2             | Facundo Bagnis Alex Bogomolov, Jr.    |
| 21 de abril | Gemdale ATP Challenger Shenzhen, China $ 50,000+H – Dura – 32S/32Q/16D Cuadro de individuales - Cuadro de dobles                              | Gilles Müller 7–64, 6–3                           | Lukáš Lacko                           |
| 21 de abril | Gemdale ATP Challenger Shenzhen, China $ 50,000+H – Dura – 32S/32Q/16D Cuadro de individuales - Cuadro de dobles                              | Samuel Groth Chris Guccione 6–3, 7–65             | Dominik Meffert Tim Puetz             |
| 21 de abril | Città di Vercelli – Trofeo Multimed Vercelli, Italia € 42,500 – Tierra batida – 32S/32Q/16D Cuadro de individuales - Cuadro de dobles         | Simone Bolelli 6-2, 6-2                           | Mate Delić                            |
| 21 de abril | Città di Vercelli – Trofeo Multimed Vercelli, Italia € 42,500 – Tierra batida – 32S/32Q/16D Cuadro de individuales - Cuadro de dobles         | Matteo Donati Stefano Napolitano 7–62, 6-3        | Pierre-Hugues Herbert Albano Olivetti |
| 21 de abril | Campeonato Internacional de Tenis de Santos Santos, Brasil $ 40,000+H – Tierra batida – 32S/32Q/16D Cuadro de individuales - Cuadro de dobles | Máximo González 7-5, 6-3                          | Gastão Elias                          |
| 21 de abril | Campeonato Internacional de Tenis de Santos Santos, Brasil $ 40,000+H – Tierra batida – 32S/32Q/16D Cuadro de individuales - Cuadro de dobles | Máximo González Andrés Molteni 7-5, 6-4           | Guillermo Durán Renzo Olivo           |
| 28 de abril | Tunis Open Túnez $ 125,000+H – Tierra batida – 32S/32Q/16D Cuadro de individuales - Cuadro de dobles                                          | Simone Bolelli 6–4, 6–2                           | Julian Reister                        |
| 28 de abril | Tunis Open Túnez $ 125,000+H – Tierra batida – 32S/32Q/16D Cuadro de individuales - Cuadro de dobles                                          | Pierre-Hugues Herbert Adil Shamasdin 6–3, 7–65    | Stephan Fransen Jesse Huta Galung     |
| 28 de abril | Prosperita Open Ostrava, República Checa € 85,000+H – Tierra batida – 32S/32Q/16D Cuadro de individuales - Cuadro de dobles                   | Andrey Kuznetsov 2–6, 6–3, 6–0                    | Miloslav Mečíř Jr.                    |
| 28 de abril | Prosperita Open Ostrava, República Checa € 85,000+H – Tierra batida – 32S/32Q/16D Cuadro de individuales - Cuadro de dobles                   | Andrey Kuznetsov Adrián Menéndez 4–6, 6–3, [10–8] | Alessandro Motti Matteo Viola         |
| 28 de abril | Santaizi ATP Challenger Taipéi, Taiwán $ 75,000 – Sintético (i) – 32S/32Q/16D Cuadro de individuales - Cuadro de dobles                       | Gilles Müller 6–3, 6–3                            | John-Patrick Smith                    |
| 28 de abril | Santaizi ATP Challenger Taipéi, Taiwán $ 75,000 – Sintético (i) – 32S/32Q/16D Cuadro de individuales - Cuadro de dobles                       | Samuel Groth Chris Guccione 6–4, 5–7, [10–8]      | Austin Krajicek John-Patrick Smith    |
| 28 de abril | ATP Challenger China Int'l Yunnan, China $ 50,000+H – Tierra batida – 32S/32Q/16D Cuadro de individuales - Cuadro de dobles                   | Alex Bolt 6–2, 7–5                                | Nikola Mektić                         |
| 28 de abril | ATP Challenger China Int'l Yunnan, China $ 50,000+H – Tierra batida – 32S/32Q/16D Cuadro de individuales - Cuadro de dobles                   | Alex Bolt Andrew Whittington 6–4, 6–3             | Daniel Cox Maoxin Gong                |
| 28 de abril | Tallahassee Tennis Challenger Tallahassee, Estados Unidos $50,000 – Tierra batida – 32S/32Q/16D Cuadro de individuales - Cuadro de dobles     | Robby Ginepri 6–3, 6–4                            | Frank Dancevic                        |
| 28 de abril | Tallahassee Tennis Challenger Tallahassee, Estados Unidos $50,000 – Tierra batida – 32S/32Q/16D Cuadro de individuales - Cuadro de dobles     | Ryan Agar Sebastian Bader 6–4, 7–63               | Bjorn Fratangelo Mitchell Krueger     |
| 28 de abril | Seguros Bolívar Open Cali Cali, Colombia $ 40,000+H – Tierra batida – 32S/32Q/16D Cuadro de individuales - Cuadro de dobles                   | Gonzalo Lama 6–3, 4–6, 6–3                        | Marco Trungelliti                     |
| 28 de abril | Seguros Bolívar Open Cali Cali, Colombia $ 40,000+H – Tierra batida – 32S/32Q/16D Cuadro de individuales - Cuadro de dobles                   | Facundo Bagnis Eduardo Schwank 6–3, 6–3           | Nicolás Barrientos Eduardo Struvay    |

### Mayo
| Semana de  | Torneo | Campeones                                                   | Finalista                            |
| ---------- | --- | ----------------------------------------------------------- | ------------------------------------ |
| 5 de mayo  | Open du Pays d'Aix Aix-en-Provence, Francia € 64,000 – Tierra batida – 32S/32Q/16D Cuadro de individuales - Cuadro de dobles               | Diego Schwartzman 6–74, 6–3, 6–2                            | Andreas Beck                         |
| 5 de mayo  | Open du Pays d'Aix Aix-en-Provence, Francia € 64,000 – Tierra batida – 32S/32Q/16D Cuadro de individuales - Cuadro de dobles               | Diego Sebastián Schwartzman Horacio Zeballos 6-4, 3-6, 10-5 | Andreas Beck Martin Fischer          |
| 5 de mayo  | Adidas International Gimcheon Gimcheon, Corea del Sur $ 50,000 – Dura – 32S/32Q/16D Cuadro de individuales - Cuadro de dobles              | Gilles Müller 7-65, 5-7, 6-4                                | Tatsuma Ito                          |
| 5 de mayo  | Adidas International Gimcheon Gimcheon, Corea del Sur $ 50,000 – Dura – 32S/32Q/16D Cuadro de individuales - Cuadro de dobles              | Samuel Groth Chris Guccione 6-75, 7-5, 10-4                 | Austin Krajicek John-Patrick Smith   |
| 5 de mayo  | Roma Open Roma, Italia € 42,500+H – Tierra batida – 32S/32Q/16D Cuadro de individuales - Cuadro de dobles                                  | Julian Reister 6-3, 6-2                                     | Pablo Cuevas                         |
| 5 de mayo  | Roma Open Roma, Italia € 42,500+H – Tierra batida – 32S/32Q/16D Cuadro de individuales - Cuadro de dobles                                  | Radu Albot Artem Sitak 4-6, 6-2, 11-9                       | Andrea Arnaboldi Flavio Cipolla      |
| 12 de mayo | BNP Paribas Primrose Bordeaux Burdeos, Francia € 85,000+H – Tierra batida – 32S/32Q/16D Cuadro de individuales - Cuadro de dobles          | Julien Benneteau 6–3, 6–2                                   | Steve Johnson                        |
| 12 de mayo | BNP Paribas Primrose Bordeaux Burdeos, Francia € 85,000+H – Tierra batida – 32S/32Q/16D Cuadro de individuales - Cuadro de dobles          | Marc Gicquel Sergiy Stakhovsky Walkover                     | Ryan Harrison Alex Kuznetsov         |
| 12 de mayo | Busan Open Challenger Tennis Busan, Corea del Sur $ 75,000+H – Dura – 32S/32Q/16D Cuadro de individuales - Cuadro de dobles                | Go Soeda 6–3, 7–65                                          | Jimmy Wang                           |
| 12 de mayo | Busan Open Challenger Tennis Busan, Corea del Sur $ 75,000+H – Dura – 32S/32Q/16D Cuadro de individuales - Cuadro de dobles                | Sanchai Ratiwatana Sonchat Ratiwatana 6–4, 6–4              | Jamie Delgado John-Patrick Smith     |
| 12 de mayo | Neckarcup Heilbronn, Alemania € 35,000+H – Tierra batida – 32S/32Q/16D Cuadro de individuales - Cuadro de dobles                           | Jan-Lennard Struff 6–2, 7–65                                | Márton Fucsovics                     |
| 12 de mayo | Neckarcup Heilbronn, Alemania € 35,000+H – Tierra batida – 32S/32Q/16D Cuadro de individuales - Cuadro de dobles                           | Andre Begemann Tim Puetz 6–3, 6–3                           | Jesse Huta Galung Rameez Junaid      |
| 12 de mayo | Samarkand Challenger Samarcanda, Uzbekistán $ 50,000 – Tierra batida – 32S/32Q/16D Cuadro de individuales - Cuadro de dobles               | Farrukh Dustov 7–64, 6–1                                    | Aslan Karatsev                       |
| 12 de mayo | Samarkand Challenger Samarcanda, Uzbekistán $ 50,000 – Tierra batida – 32S/32Q/16D Cuadro de individuales - Cuadro de dobles               | Sergey Betov Alexander Bury 6-4, 6-3                        | Shonigmatjon Shofayziyev Vaja Uzakov |
| 19 de mayo | Karshi Challenger Qarshi, Uzbekistán $ 50,000 – Dura – 32S/32Q/16D Cuadro de individuales - Cuadro de dobles                               | Nikoloz Basilashvili 7–62, 6–2                              | Chase Buchanan                       |
| 19 de mayo | Karshi Challenger Qarshi, Uzbekistán $ 50,000 – Dura – 32S/32Q/16D Cuadro de individuales - Cuadro de dobles                               | Sergey Betov Alexander Bury 7–5, 1–6, 10–6                  | Maoxin Gong Hsien-yin Peng           |
| 26 de mayo | Internazionali di Tennis Città di Vicenza Vicenza, Italia € 42,500 – Tierra batida – 32S/32Q/16D Cuadro de individuales - Cuadro de dobles | Filip Krajinović 6-4, 6-4                                   | Norbert Gomboš                       |
| 26 de mayo | Internazionali di Tennis Città di Vicenza Vicenza, Italia € 42,500 – Tierra batida – 32S/32Q/16D Cuadro de individuales - Cuadro de dobles | Andrej Martin Igor Zelenay 6–1, 7–5                         | Błażej Koniusz Mateusz Kowalczyk     |

### Junio
| Semana de   | Torneo | Campeones                                      | Finalista                             |
| ----------- | --- | ---------------------------------------------- | ------------------------------------- |
| 2 de junio  | UniCredit Czech Open Prostějov, República Checa € 106,500+H – Tierra batida – 32S/32Q/16D Cuadro de individuales - Cuadro de dobles     | Jiří Veselý 6-2, 6-2                           | Norbert Gomboš                        |
| 2 de junio  | UniCredit Czech Open Prostějov, República Checa € 106,500+H – Tierra batida – 32S/32Q/16D Cuadro de individuales - Cuadro de dobles     | Andre Begemann Lukáš Rosol 6-1, 6-2            | Peter Polansky Adil Shamasdin         |
| 2 de junio  | AEGON Trophy Nottingham, Gran Bretaña € 64,000 – Hierba – 32S/32Q/16D Cuadro de individuales - Cuadro de dobles                         | Marcos Baghdatis 6-4, 6-3                      | Marinko Matosevic                     |
| 2 de junio  | AEGON Trophy Nottingham, Gran Bretaña € 64,000 – Hierba – 32S/32Q/16D Cuadro de individuales - Cuadro de dobles                         | Chris Guccione Rajeev Ram 6-72, 6-2, 11-9      | Colin Fleming Andre Sá                |
| 2 de junio  | XII Venice Challenge Save Cup Mestre, Italia € 42,500+H – Tierra batida – 32S/32Q/16D Cuadro de individuales - Cuadro de dobles         | Pablo Cuevas 6-4, 4-6, 6-2                     | Marco Cecchinato                      |
| 2 de junio  | XII Venice Challenge Save Cup Mestre, Italia € 42,500+H – Tierra batida – 32S/32Q/16D Cuadro de individuales - Cuadro de dobles         | Pablo Cuevas Horacio Zeballos 6-4, 6-1         | Daniele Bracciali Potito Starace      |
| 2 de junio  | BRD Arad Challenger Arad, Rumania € 35,000+H – Tierra batida – 32S/32Q/16D Cuadro de individuales - Cuadro de dobles                    | Damir Džumhur 6-4, 7-63                        | Pere Riba                             |
| 2 de junio  | BRD Arad Challenger Arad, Rumania € 35,000+H – Tierra batida – 32S/32Q/16D Cuadro de individuales - Cuadro de dobles                    | Franko Škugor Antonio Veić 6-4, 7-63           | Radu Albot Artem Sitak                |
| 2 de junio  | Franken Challenge Fürth, Alemania € 35,000+H – Tierra batida – 32S/32Q/16D Cuadro de individuales - Cuadro de dobles                    | Tobias Kamke 6-3, 6-2                          | Iñigo Cervantes Huegun                |
| 2 de junio  | Franken Challenge Fürth, Alemania € 35,000+H – Tierra batida – 32S/32Q/16D Cuadro de individuales - Cuadro de dobles                    | Gerard Granollers Jordi Samper 7-61, 6-2       | Adrián Menéndez Rubén Ramírez Hidalgo |
| 9 de junio  | Città di Caltanissetta Caltanissetta, Italia € 106,500+H – Tierra batida – 32S/32Q/16D Cuadro de individuales - Cuadro de dobles        | Pablo Carreño 4-6, 6-4, 6-1                    | Facundo Bagnis                        |
| 9 de junio  | Città di Caltanissetta Caltanissetta, Italia € 106,500+H – Tierra batida – 32S/32Q/16D Cuadro de individuales - Cuadro de dobles        | Daniele Bracciali Potito Starace 6-3, 6-3      | Pablo Carreño Enrique López Pérez     |
| 9 de junio  | Aegon Nottingham Challenge Nottingham, Gran Bretaña € 64,000 – Hierba – 32S/32Q/16D Cuadro de individuales - Cuadro de dobles           | Nick Kyrgios 7-63, 7-67                        | Samuel Groth                          |
| 9 de junio  | Aegon Nottingham Challenge Nottingham, Gran Bretaña € 64,000 – Hierba – 32S/32Q/16D Cuadro de individuales - Cuadro de dobles           | Rameez Junaid Michael Venus 4-6, 7-61, 10-6    | Ruben Bemelmans Go Soeda              |
| 9 de junio  | Fergana Challenger Fergana, Uzbekistán $ 50,000 – Dura – 32S/32Q/16D Cuadro de individuales - Cuadro de dobles                          | Blaž Kavčič 6-4, 7-68                          | Alexander Kudryavtsev                 |
| 9 de junio  | Fergana Challenger Fergana, Uzbekistán $ 50,000 – Dura – 32S/32Q/16D Cuadro de individuales - Cuadro de dobles                          | Sergey Betov Alexander Bury 6-76, 7-61, 10-3   | Nicolás Barrientos Stanislav Vovk     |
| 9 de junio  | Prague Open Praga, República Checa € 42,500 – Tierra batida – 32S/32Q/16D Cuadro de individuales - Cuadro de dobles                     | Lukáš Rosol 3-6, 6-4, 6-4                      | Jiří Veselý                           |
| 9 de junio  | Prague Open Praga, República Checa € 42,500 – Tierra batida – 32S/32Q/16D Cuadro de individuales - Cuadro de dobles                     | Roman Jebavý Jiří Veselý 6-1, 6-3              | Hsin-han Lee Ze Zhang                 |
| 9 de junio  | Internationaux de Tennis de BLOIS Blois, Francia € 35,000+H – Tierra batida – 32S/32Q/16D Cuadro de individuales - Cuadro de dobles     | Máximo González 6-2, 6-3                       | Gastão Elias                          |
| 9 de junio  | Internationaux de Tennis de BLOIS Blois, Francia € 35,000+H – Tierra batida – 32S/32Q/16D Cuadro de individuales - Cuadro de dobles     | Tristan Lamasine Laurent Lokoli 7-5, 6-0       | Guillermo Durán Máximo González       |
| 9 de junio  | Košice Open Košice, Eslovaquia € 35,000+H – Tierra batida – 32S/32Q/16D Cuadro de individuales - Cuadro de dobles                       | Frank Dancevic 6-2, 3-6, 6-2                   | Norbert Gomboš                        |
| 9 de junio  | Košice Open Košice, Eslovaquia € 35,000+H – Tierra batida – 32S/32Q/16D Cuadro de individuales - Cuadro de dobles                       | Facundo Argüello Ariel Behar 6-4, 7-64         | Andriej Kapaś Błażej Koniusz          |
| 16 de junio | Tianjin Health Industry Park Tianjin, China $ 50,000+H – Dura – 32S/32Q/16D Cuadro de individuales - Cuadro de dobles                   | Blaž Kavčič 6-2, 3-6, 7-5                      | Alexander Kudryavtsev                 |
| 16 de junio | Tianjin Health Industry Park Tianjin, China $ 50,000+H – Dura – 32S/32Q/16D Cuadro de individuales - Cuadro de dobles                   | Robin Kern Josselin Ouanna 6-73, 7-5, 10-8     | Jason Jung Evan King                  |
| 16 de junio | Morocco Tennis Tour – Mohammedia Mohammedía, Marruecos € 42,500 – Tierra batida – 32S/32Q/16D Cuadro de individuales - Cuadro de dobles | Pablo Carreño 7-62, 2-6, 6-2                   | Daniel Muñoz de la Nava               |
| 16 de junio | Morocco Tennis Tour – Mohammedia Mohammedía, Marruecos € 42,500 – Tierra batida – 32S/32Q/16D Cuadro de individuales - Cuadro de dobles | Fabiano de Paula Mohamed Safwat 6-2, 3-6, 10-6 | Richard Becker Elie Rousset           |
| 16 de junio | Aspria Tennis Cup Milán, Italia € 35,000+H – Tierra batida – 32S/32Q/16D Cuadro de individuales - Cuadro de dobles                      | Albert Ramos 6-3, 7-5                          | Pere Riba                             |
| 16 de junio | Aspria Tennis Cup Milán, Italia € 35,000+H – Tierra batida – 32S/32Q/16D Cuadro de individuales - Cuadro de dobles                      | Guillermo Durán Máximo González 6-3, 6-3       | James Cerretani Frank Moser           |
| 23 de junio | ATP Challenger China International – Nanchang Nanchang, China $ 50,500+H – Dura – 32S/32Q/16D Cuadro de individuales - Cuadro de dobles | Go Soeda 6-3, 2-6, 7-63                        | Blaž Kavčič                           |
| 23 de junio | ATP Challenger China International – Nanchang Nanchang, China $ 50,500+H – Dura – 32S/32Q/16D Cuadro de individuales - Cuadro de dobles | Ti Chen Hsien-yin Peng 6-2, 3-6, 12-10         | Jordan Kerr Fabrice Martin            |
| 23 de junio | Challenger Team "Citta' di Padova" Padova, Italia € 42,500 – Tierra batida – 32S/32Q/16D Cuadro de individuales - Cuadro de dobles      | Máximo González 6-3, 6-4                       | Albert Ramos                          |
| 23 de junio | Challenger Team "Citta' di Padova" Padova, Italia € 42,500 – Tierra batida – 32S/32Q/16D Cuadro de individuales - Cuadro de dobles      | Roberto Maytín Andrés Molteni 6-2, 3-6, 10-8   | Guillermo Durán Máximo González       |
| 23 de junio | Marburg Open Marburgo, Alemania € 35,000+H – Tierra batida – 32S/32Q/16D Cuadro de individuales - Cuadro de dobles                      | Horacio Zeballos 3-6, 6-3, 6-3                 | Thiemo de Bakker                      |
| 23 de junio | Marburg Open Marburgo, Alemania € 35,000+H – Tierra batida – 32S/32Q/16D Cuadro de individuales - Cuadro de dobles                      | Jaroslav Pospíšil Franko Škugor 6-4, 6-4       | Diego Schwartzman Horacio Zeballos    |
| 30 de junio | Sparkassen Open Braunschweig, Alemania € 106,500+H – Tierra batida – 32S/32Q/16D Cuadro de individuales - Cuadro de dobles              | Alexander Zverev 1-6, 6-1, 6-4                 | Paul-Henri Mathieu                    |
| 30 de junio | Sparkassen Open Braunschweig, Alemania € 106,500+H – Tierra batida – 32S/32Q/16D Cuadro de individuales - Cuadro de dobles              | Andreas Siljeström Igor Zelenay 7-5, 6-4       | Rameez Junaid Michal Mertiňák         |
| 30 de junio | Nielsen Pro Tennis Championships Winnetka, Estados Unidos $ 50,000 – Dura –2S/32Q/16D Cuadro de individuales - Cuadro de dobles         | Denis Kudla 6-2, 6-2                           | Farrukh Dustov                        |
| 30 de junio | Nielsen Pro Tennis Championships Winnetka, Estados Unidos $ 50,000 – Dura –2S/32Q/16D Cuadro de individuales - Cuadro de dobles         | Thanasi Kokkinakis Denis Kudla 6-2, 7-64       | Evan King Raymond Sarmiento           |
| 30 de junio | Manta Open Manta, Ecuador $ 40,000+H – Dura – 32S/32Q/16D Cuadro de individuales - Cuadro de dobles                                     | Adrian Mannarino 4-6, 6-3, 6-2                 | Guido Andreozzi                       |
| 30 de junio | Manta Open Manta, Ecuador $ 40,000+H – Dura – 32S/32Q/16D Cuadro de individuales - Cuadro de dobles                                     | Chase Buchanan Peter Polansky 6-4, 6-4         | Luis David Martínez Eduardo Struvay   |
| 30 de junio | Internazionali di Tennis dell'Umbria Todi, Italia € 35,000+H – Tierra batida – 32S/32Q/16D Cuadro de individuales - Cuadro de dobles    | Aljaž Bedene 2-6, 7-64, 6-4                    | Márton Fucsovics                      |
| 30 de junio | Internazionali di Tennis dell'Umbria Todi, Italia € 35,000+H – Tierra batida – 32S/32Q/16D Cuadro de individuales - Cuadro de dobles    | Guillermo Durán Máximo González 6-1, 3-6, 10-7 | Riccardo Ghedin Claudio Grassi        |

### Julio
| Semana de   | Torneo | Campeones                                              | Finalista                        |
| ----------- | --- | ------------------------------------------------------ | -------------------------------- |
| 7 de julio  | Sport 1 Open Scheveningen, Holanda € 42,500+H – Tierra batida – 32S/32Q/16D Cuadro de individuales - Cuadro de dobles                                   | David Goffin 6–3, 6–2                                  | Andreas Beck                     |
| 7 de julio  | Sport 1 Open Scheveningen, Holanda € 42,500+H – Tierra batida – 32S/32Q/16D Cuadro de individuales - Cuadro de dobles                                   | Matwé Middelkoop Boy Westerhof 6-3, 4-6, 10-6          | Martin Fischer Jesse Huta Galung |
| 7 de julio  | Tilia Slovenia Open Portoroz, Eslovenia € 42,500 – Dura – 32S/32Q/16D Cuadro de individuales - Cuadro de dobles                                         | Blaž Kavčič 7-5, 6-74, 6-1                             | Gilles Müller                    |
| 7 de julio  | Tilia Slovenia Open Portoroz, Eslovenia € 42,500 – Dura – 32S/32Q/16D Cuadro de individuales - Cuadro de dobles                                         | Sergey Betov Alexander Bury 6-0, 6-3                   | Ilija Bozoljac Flavio Cipolla    |
| 7 de julio  | San Benedetto Tennis Cup San Benedetto del Tronto, Italia € 35,000+H – Tierra batida – 32S/32Q/16D Cuadro de individuales - Cuadro de dobles            | Damir Džumhur 6-3, 6-3                                 | Andreas Haider-Maurer            |
| 7 de julio  | San Benedetto Tennis Cup San Benedetto del Tronto, Italia € 35,000+H – Tierra batida – 32S/32Q/16D Cuadro de individuales - Cuadro de dobles            | Daniele Giorgini Potito Starace 6-3, 6-73, 10-5        | Hugo Dellien Sergio Galdós       |
| 14 de julio | OEC Kaohsiung ATP Challenger Kaohsiung, Taiwán $ 125,000+H – Dura – 32S/32Q/16D Cuadro de individuales - Cuadro de dobles                               | Yen-hsun Lu 6-77, 6-4, 6-4                             | Luca Vanni                       |
| 14 de julio | OEC Kaohsiung ATP Challenger Kaohsiung, Taiwán $ 125,000+H – Dura – 32S/32Q/16D Cuadro de individuales - Cuadro de dobles                               | Maoxin Gong Hsien-yin Peng 6-3, 6-2                    | Ti Chen Liang-chi Huang          |
| 14 de julio | Challenger Banque Nationale de Granby Granby, Canadá $ 50,000+H – Dura – 32S/32Q/16D Cuadro de individuales - Cuadro de dobles                          | Hiroki Moriya 7-5, 6-74, 6-3                           | Fabrice Martin                   |
| 14 de julio | Challenger Banque Nationale de Granby Granby, Canadá $ 50,000+H – Dura – 32S/32Q/16D Cuadro de individuales - Cuadro de dobles                          | Marcus Daniell Artem Sitak 7-65, 5-7, 10-5             | Jordan Kerr Fabrice Martin       |
| 14 de julio | Levene Gouldin & Thompson Tennis Challenger Binghamton, Estados Unidos $ 50,000 – Dura – 32S/32Q/16D Cuadro de individuales - Cuadro de dobles          | Sergiy Stakhovsky 6-4, 7-69                            | Wayne Odesnik                    |
| 14 de julio | Levene Gouldin & Thompson Tennis Challenger Binghamton, Estados Unidos $ 50,000 – Dura – 32S/32Q/16D Cuadro de individuales - Cuadro de dobles          | Daniel Cox Daniel Smethurst 6-73, 6-2, 10-6            | Marius Copil Sergiy Stakhovsky   |
| 14 de julio | Poznań Open Posnania, Polonia € 35,000+H – Tierra batida – 32S/32Q/16D Cuadro de individuales - Cuadro de dobles                                        | David Goffin 6-4, 6-2                                  | Blaž Rola                        |
| 14 de julio | Poznań Open Posnania, Polonia € 35,000+H – Tierra batida – 32S/32Q/16D Cuadro de individuales - Cuadro de dobles                                        | Radu Albot Adam Pavlásek 7-5, 2-6, 10-8                | Tomasz Bednarek Henri Kontinen   |
| 14 de julio | Guzzini Challenger Recanati, Italia € 35,000+H – Dura – 32S/32Q/16D Cuadro de individuales - Cuadro de dobles                                           | Gilles Müller 6-1, 6-2                                 | Ilija Bozoljac                   |
| 14 de julio | Guzzini Challenger Recanati, Italia € 35,000+H – Dura – 32S/32Q/16D Cuadro de individuales - Cuadro de dobles                                           | Ilija Bozoljac Goran Tošić 5-7, 6-4, 10-5              | James Cluskey Laurynas Grigelis  |
| 21 de julio | President's Cup Astaná, Kazajistán $ 125,000 – Dura – 32S/32Q/16D Cuadro de individuales - Cuadro de dobles                                             | Ričardas Berankis 7-5, 5-7, 6-3                        | Marsel Ilhan                     |
| 21 de julio | President's Cup Astaná, Kazajistán $ 125,000 – Dura – 32S/32Q/16D Cuadro de individuales - Cuadro de dobles                                             | Serguéi Bubka Marco Chiudinelli 6-3, 6-4               | Ti Chen Liang-chi Huang          |
| 21 de julio | Kentucky Bank Tennis Championships Lexington, Estados Unidos $ 50,000 – Dura – 32S/32Q/16D Cuadro de individuales - Cuadro de dobles                    | James Duckworth 6-3, 6-4                               | James Ward                       |
| 21 de julio | Kentucky Bank Tennis Championships Lexington, Estados Unidos $ 50,000 – Dura – 32S/32Q/16D Cuadro de individuales - Cuadro de dobles                    | Peter Polansky Adil Shamasdin 6-4, 6-2                 | Chase Buchanan James McGee       |
| 21 de julio | Tampere Open Tampere, Finlandia € 42,500 – Tierra batida – 32S/32Q/16D Cuadro de individuales - Cuadro de dobles                                        | David Goffin 7-63, 6-3                                 | Jarkko Nieminen                  |
| 21 de julio | Tampere Open Tampere, Finlandia € 42,500 – Tierra batida – 32S/32Q/16D Cuadro de individuales - Cuadro de dobles                                        | Ruben Gonzales Sean Thornley 6-75, 7-610, 10-8         | Elias Ymer Anton Zaitsev         |
| 21 de julio | Oberstaufen Cup Oberstaufen, Alemania € 35,000+H – Tierra batida – 32S/32Q/16D Cuadro de individuales - Cuadro de dobles                                | Simone Bolelli 6-4, 7-62                               | Michael Berrer                   |
| 21 de julio | Oberstaufen Cup Oberstaufen, Alemania € 35,000+H – Tierra batida – 32S/32Q/16D Cuadro de individuales - Cuadro de dobles                                | Wesley Koolhof Alessandro Motti 7-67, 6-3              | Radu Albot Mateusz Kowalczyk     |
| 28 de julio | Odlum Brown Vancouver Open Vancouver, Canadá $ 100,000 – Dura – 32S/32Q/16D Cuadro de individuales - Cuadro de dobles                                   | Marcos Baghdatis 7-66, 6-3                             | Farrukh Dustov                   |
| 28 de julio | Odlum Brown Vancouver Open Vancouver, Canadá $ 100,000 – Dura – 32S/32Q/16D Cuadro de individuales - Cuadro de dobles                                   | Austin Krajicek John-Patrick Smith 6-3, 4-6, 10-8-     | Marcus Daniell Artem Sitak       |
| 28 de julio | International Tennis Tournament of Cortina Cortina d'Ampezzo, Italia € 42,500+H – Tierra batida – 32S/32Q/16D Cuadro de individuales - Cuadro de dobles | Filip Krajinović 2-6, 7-65, 7-5                        | Federico Gaio                    |
| 28 de julio | International Tennis Tournament of Cortina Cortina d'Ampezzo, Italia € 42,500+H – Tierra batida – 32S/32Q/16D Cuadro de individuales - Cuadro de dobles | Iñigo Cervantes Huegun Juan Lizariturry 7-5, 3-6, 10-8 | Hsin-han Lee Vahid Mirzadeh      |
| 28 de julio | Open Castilla y León Segovia, España $ 42,500+H – Dura – 32S/32Q/16D Cuadro de individuales - Cuadro de dobles                                          | Adrian Mannarino 6-3, 6-0                              | Adrián Menéndez-Maceiras         |
| 28 de julio | Open Castilla y León Segovia, España $ 42,500+H – Dura – 32S/32Q/16D Cuadro de individuales - Cuadro de dobles                                          | Victor Baluda Alexander Kudryavtsev 6-2, 4-6, 10-3     | Brydan Klein Nikola Mektić       |
| 28 de julio | Svijany Open Liberec, República Checa € 35,000+H – Tierra batida – 32S/32Q/16D Cuadro de individuales - Cuadro de dobles                                | Andrej Martin 1-6, 6-1, 6-4                            | Horacio Zeballos                 |
| 28 de julio | Svijany Open Liberec, República Checa € 35,000+H – Tierra batida – 32S/32Q/16D Cuadro de individuales - Cuadro de dobles                                | Roman Jebavý Jaroslav Pospíšil 6-4, 6-3                | Ruben Gonzales Sean Thornley     |

### Agosto
| 4 de agosto  | Comerica Bank Challenger Aptos, Estados Unidos $ 100,000 – Dura – 32S/32Q/16D Cuadro de individuales - Cuadro de dobles                    | Marcos Baghdatis 7-67, 6-4                        | Mikhail Kukushkin                        |                             |                             |
| 4 de agosto  | Comerica Bank Challenger Aptos, Estados Unidos $ 100,000 – Dura – 32S/32Q/16D Cuadro de individuales - Cuadro de dobles                    | Ruben Bemelmans Laurynas Grigelis 6-3, 4-6, 11-9  | Purav Raja Sanam Singh                   |                             |                             |
| 4 de agosto  | San Marino CEPU Open Ciudad de San Marino, San Marino € 64,000+H – Tierra batida – 32S/32Q/16D Cuadro de individuales - Cuadro de dobles   | Adrian Ungur 6-1, 6-0                             | Antonio Veić                             |                             |                             |
| 4 de agosto  | San Marino CEPU Open Ciudad de San Marino, San Marino € 64,000+H – Tierra batida – 32S/32Q/16D Cuadro de individuales - Cuadro de dobles   | Radu Albot Enrique López-Pérez 6-4, 6-1           | Franko Škugor Adrian Ungur               |                             |                             |
| 4 de agosto  | Advantage Cars PRAGUE OPEN 2014 Praga, República Checa €42,500 – Tierra batida – 32S/32Q/16D Cuadro de individuales - Cuadro de dobles     | Diego Schwartzman 6-4, 7-5                        | André Ghem                               |                             |                             |
| 4 de agosto  | Advantage Cars PRAGUE OPEN 2014 Praga, República Checa €42,500 – Tierra batida – 32S/32Q/16D Cuadro de individuales - Cuadro de dobles     | Toni Androić Andrey Kuznetsov 7-5, 7-5            | Roberto Maytín Miguel Ángel Reyes-Varela |                             |                             |
| 11 de agosto | Credit Agricole Friuladria Tennis Cup Cordenons, Italia € 42,500+H – Tierra batida – 32S/32Q/16D Cuadro de individuales - Cuadro de dobles | Albert Montañés 6-2, 6-4                          | Potito Starace                           |                             |                             |
| 11 de agosto | Credit Agricole Friuladria Tennis Cup Cordenons, Italia € 42,500+H – Tierra batida – 32S/32Q/16D Cuadro de individuales - Cuadro de dobles | Potito Starace Adrian Ungur 6–2, 6–4              | František Čermák Lukáš Dlouhý            |                             |                             |
| 11 de agosto | Maserati Challenger Meerbusch, Alemania € 35,000+H – Tierra batida – 32S/32Q/16D Cuadro de individuales - Cuadro de dobles                 | Jozef Kovalík 6-1, 6-4                            | Andrey Kuznetsov                         |                             |                             |
| 11 de agosto | Maserati Challenger Meerbusch, Alemania € 35,000+H – Tierra batida – 32S/32Q/16D Cuadro de individuales - Cuadro de dobles                 | Matthias Bachinger Dominik Meffert 6-3, 3-6, 10-6 | Maoxin Gong Hsien-yin Peng               |                             |                             |
| 18 de agosto | No hay torneos programados. | No hay torneos programados.                       | No hay torneos programados.              | No hay torneos programados. | No hay torneos programados. |
| 25 de agosto | Chang-Sat Bangkok Open Bangkok, Tailandia $ 50,000 – Dura – 32S/32Q/16D Cuadro de individuales - Cuadro de dobles                          | Hyeon Chung 7-60, 6-4                             | Jordan Thompson                          |                             |                             |
| 25 de agosto | Chang-Sat Bangkok Open Bangkok, Tailandia $ 50,000 – Dura – 32S/32Q/16D Cuadro de individuales - Cuadro de dobles                          | Pruchya Isarow Nuttanon Kadchapanan 6-4, 6-4      | Chen Ti Peng Hsien-yin                   |                             |                             |
| 25 de agosto | Città di Como Challenger Como, Italia € 35,000+H – Tierra batida – 32S/32Q/16D Cuadro de individuales - Cuadro de dobles                   | Viktor Troicki 6-3, 6-2                           | Louk Sorensen                            |                             |                             |
| 25 de agosto | Città di Como Challenger Como, Italia € 35,000+H – Tierra batida – 32S/32Q/16D Cuadro de individuales - Cuadro de dobles                   | Guido Andreozzi Facundo Argüello 6-2, 6-2         | Steven Diez Enrique López-Pérez          |                             |                             |

### Septiembre
| Semana de        | Torneo | Campeones                                                     | Finalista                              |
| ---------------- | --- | ------------------------------------------------------------- | -------------------------------------- |
| 1 de setiembre   | AON Open Challenger Génova, Italia € 85,000+H – Tierra batida – 32S/32Q/16D Cuadro de individuales - Cuadro de dobles                        | Albert Ramos 6-1, 7-5                                         | Mate Delić                             |
| 1 de setiembre   | AON Open Challenger Génova, Italia € 85,000+H – Tierra batida – 32S/32Q/16D Cuadro de individuales - Cuadro de dobles                        | Daniele Bracciali Potito Starace 6-3, 6-4                     | Frank Moser Alexander Satschko         |
| 1 de setiembre   | Seguros Bolívar Open Medellín Medellín, Colombia $ 50,000+H – Tierra batida – 32S/32Q/16D Cuadro de individuales - Cuadro de dobles          | Austin Krajicek 7-5, 6-3                                      | João Souza                             |
| 1 de setiembre   | Seguros Bolívar Open Medellín Medellín, Colombia $ 50,000+H – Tierra batida – 32S/32Q/16D Cuadro de individuales - Cuadro de dobles          | Austin Krajicek César Ramírez 6-3, 7-5                        | Roberto Maytín Andrés Molteni          |
| 1 de setiembre   | TEAN International Alphen aan den Rijn, Países Bajos €42,500 – Clay – 32S/32Q/16D Cuadro de individuales - Cuadro de dobles                  | Jesse Huta Galung 6-3, 6-4                                    | Daniel Muñoz de la Nava                |
| 1 de setiembre   | TEAN International Alphen aan den Rijn, Países Bajos €42,500 – Clay – 32S/32Q/16D Cuadro de individuales - Cuadro de dobles                  | Antal van der Duim Boy Westerhof 6-1, 6-3                     | Rubén Ramírez Hidalgo Matteo Viola     |
| 1 de setiembre   | Shanghai Challenger Shanghái, China $ 50,000 – Dura – 32S/32Q/16D Cuadro de individuales - Cuadro de dobles                                  | Yoshihito Nishioka 6-4, 6-75, 7-63                            | Somdev Devvarman                       |
| 1 de setiembre   | Shanghai Challenger Shanghái, China $ 50,000 – Dura – 32S/32Q/16D Cuadro de individuales - Cuadro de dobles                                  | Yuki Bhambri Divij Sharan 7-62,6-74, 10–8                     | Somdev Devvarman Sanam Singh           |
| 1 de setiembre   | Trophée des Alpilles Saint-Rémy-de-Provence, Francia € 42,500 – Dura – 32S/32Q/16D Cuadro de individuales - Cuadro de dobles                 | Nicolas Mahut 6-73, 6-4, 6-3                                  | Vincent Millot                         |
| 1 de setiembre   | Trophée des Alpilles Saint-Rémy-de-Provence, Francia € 42,500 – Dura – 32S/32Q/16D Cuadro de individuales - Cuadro de dobles                 | Pierre-Hugues Herbert Konstantin Kravchuk 6-1, 7-63           | David Guez Martin Vaisse               |
| 1 de setiembre   | BRD Brașov Challenger Brașov, Rumania € 35,000+H – Tierra batida – 32S/32Q/16D Cuadro de individuales - Cuadro de dobles                     | Andreas Haider-Maurer 6-3, 6-2                                | Guillaume Rufin                        |
| 1 de setiembre   | BRD Brașov Challenger Brașov, Rumania € 35,000+H – Tierra batida – 32S/32Q/16D Cuadro de individuales - Cuadro de dobles                     | Daniele Giorgini Adrian Ungur 4-6, 7-64, 10-1                 | Aslan Karatsev Valeri Rudnev           |
| 8 de setiembre   | Pekao Szczecin Open Szczecin, Polonia € 106,500+H – Tierra batida – 32S/32Q/16D Cuadro de individuales - Cuadro de dobles                    | Dustin Brown 6-4, 6-3                                         | Jan-Lennard Struff                     |
| 8 de setiembre   | Pekao Szczecin Open Szczecin, Polonia € 106,500+H – Tierra batida – 32S/32Q/16D Cuadro de individuales - Cuadro de dobles                    | Dustin Brown Jan-Lennard Struff 6-2, 6-4                      | Tomasz Bednarek Igor Zelenay           |
| 8 de setiembre   | Banja Luka Challenger Banja Luka, Bosnia y Herzegovina € 64,000+H – Tierra batida – 32S/32Q/16D Cuadro de individuales - Cuadro de dobles    | Viktor Troicki 7-5, 4-6, 7-5                                  | Albert Ramos                           |
| 8 de setiembre   | Banja Luka Challenger Banja Luka, Bosnia y Herzegovina € 64,000+H – Tierra batida – 32S/32Q/16D Cuadro de individuales - Cuadro de dobles    | Dino Marcan Antonio Šančić 7–5, 6–4                           | Jaroslav Pospíšil Adrian Sikora        |
| 8 de setiembre   | American Express – TED Open Estambul, Turquía $ 75,000 – Dura – 32S/32Q/16D Cuadro de individuales - Cuadro de dobles                        | Adrian Mannarino 6–0, 2–0 retiro                              | Tatsuma Ito                            |
| 8 de setiembre   | American Express – TED Open Estambul, Turquía $ 75,000 – Dura – 32S/32Q/16D Cuadro de individuales - Cuadro de dobles                        | Colin Fleming Jonathan Marray 6–4, 2–6, [10–8]                | Jordan Kerr Fabrice Martin             |
| 8 de setiembre   | Copa Sevilla Sevilla, España € 42,500+H – Tierra batida – 32S/32Q/16D Cuadro de individuales - Cuadro de dobles                              | Pablo Carreño 6–4, 6–1                                        | Taro Daniel                            |
| 8 de setiembre   | Copa Sevilla Sevilla, España € 42,500+H – Tierra batida – 32S/32Q/16D Cuadro de individuales - Cuadro de dobles                              | Antal van der Duim Boy Westerhof 7–6(3), 6–4                  | James Cluskey Jesse Huta Galung        |
| 8 de setiembre   | Canella Challenger Biella, Italia € 42,500 – Tierra batida – 32S/32Q/16D Cuadro de individuales - Cuadro de dobles                           | Matteo Viola 7–5, 6–1                                         | Filippo Volandri                       |
| 8 de setiembre   | Canella Challenger Biella, Italia € 42,500 – Tierra batida – 32S/32Q/16D Cuadro de individuales - Cuadro de dobles                           | Marco Cecchinato Matteo Viola 7–5, 6–0                        | Filippo Volandri Alexander Satschko    |
| 15 de setiembre  | Türk Telecom İzmir Cup İzmir, Turquía € 106,500 – Dura – 32S/32Q/16D Cuadro de individuales - Cuadro de dobles                               | Borna Ćorić 6–1, 6–7(7), 6–4                                  | Malek Jaziri                           |
| 15 de setiembre  | Türk Telecom İzmir Cup İzmir, Turquía € 106,500 – Dura – 32S/32Q/16D Cuadro de individuales - Cuadro de dobles                               | Ken Skupski Neal Skupski 6–1, 6–4                             | Malek Jaziri Alexander Kudryavtsev     |
| 15 de setiembre  | Arimex Challenger Trophy Trnava, Eslovaquia € 42,500+H – Tierra batida – 32S/32Q/16D Cuadro de individuales - Cuadro de dobles               | Andreas Haider-Maurer                                         | Antonio Veić                           |
| 15 de setiembre  | Arimex Challenger Trophy Trnava, Eslovaquia € 42,500+H – Tierra batida – 32S/32Q/16D Cuadro de individuales - Cuadro de dobles               | Roman Jebavý Jaroslav Pospíšil 6–4, 6–2                       | Stephan Fransen Robin Haase            |
| 15 de setiembre  | Morocco Tennis Tour – Meknes Mequinez, Marruecos € 42,500 – Tierra batida – 32S/32Q/16D Cuadro de individuales - Cuadro de dobles            | Kimmer Coppejans 4–6, 6–2, 6–2                                | Lucas Pouille                          |
| 15 de setiembre  | Morocco Tennis Tour – Meknes Mequinez, Marruecos € 42,500 – Tierra batida – 32S/32Q/16D Cuadro de individuales - Cuadro de dobles            | Hans Podlipnik-Castillo Stefano Travaglia 6–2, 6–7(4), [10–7] | Gerard Granollers Jordi Samper Montaña |
| 15 de setiembre  | Tetra Pak Tennis Cup Campinas, Brasil $ 40,000+H – Tierra batida – 32S/32Q/16D Cuadro de individuales - Cuadro de dobles                     | Diego Schwartzman 4–6, 6–4, 7–5                               | André Ghem                             |
| 15 de setiembre  | Tetra Pak Tennis Cup Campinas, Brasil $ 40,000+H – Tierra batida – 32S/32Q/16D Cuadro de individuales - Cuadro de dobles                     | Facundo Bagnis Diego Schwartzman 7–6(4), 5–7, [10–7]          | André Ghem Fabricio Neis               |
| 15 de setiembre  | Quito Challenger Quito, Ecuador $ 40,000+H – Tierra batida – 32S/32Q/16D Cuadro de individuales - Cuadro de dobles                           | Horacio Zeballos 6–4, 7–6(9)                                  | Nicolás Jarry                          |
| 15 de setiembre  | Quito Challenger Quito, Ecuador $ 40,000+H – Tierra batida – 32S/32Q/16D Cuadro de individuales - Cuadro de dobles                           | Marcelo Demoliner João Souza 6–4, 6–4                         | Duilio Beretta Martín Cuevas           |
| 23 de setiembre  | Open d'Orléans Orléans, Francia € 106,500+H – Dura (indoor) – 32S/32Q/16D Cuadro de individuales - Cuadro de dobles                          | Sergiy Stakhovsky 6–2, 7–5                                    | Thomaz Bellucci                        |
| 23 de setiembre  | Open d'Orléans Orléans, Francia € 106,500+H – Dura (indoor) – 32S/32Q/16D Cuadro de individuales - Cuadro de dobles                          | Thomaz Bellucci André Sá 5–7, 6–4, [10–8]                     | James Cerretani Andreas Siljeström     |
| 23 de setiembre  | Napa Valley Challenger Napa (California), Estados Unidos $ 50,000 – Dura– 32S/32Q/16D Cuadro de individuales - Cuadro de dobles              | Sam Querrey 6–3, 6–1                                          | Tim Smyczek                            |
| 23 de setiembre  | Napa Valley Challenger Napa (California), Estados Unidos $ 50,000 – Dura– 32S/32Q/16D Cuadro de individuales - Cuadro de dobles              | Peter Polansky Adil Shamasdin 7–6(0), 6–1                     | Bradley Klahn Tim Smyczek              |
| 23 de setiembre  | Sibiu Open Sibiu, Rumania € 42,500+H – Tierra batida – 32S/32Q/16D Cuadro de individuales - Cuadro de dobles                                 | Jason Kubler 6–4, 6–1                                         | Radu Albot                             |
| 23 de setiembre  | Sibiu Open Sibiu, Rumania € 42,500+H – Tierra batida – 32S/32Q/16D Cuadro de individuales - Cuadro de dobles                                 | Potito Starace Adrian Ungur 7–5, 6–2                          | Alexandru-Daniel Carpen Marius Copil   |
| 23 de setiembre  | Morocco Tennis Tour – Kenitra Kenitra, Marruecos € 42,500 – Tierra batida – 32S/32Q/16D Cuadro de individuales - Cuadro de dobles            | Daniel Gimeno-Traver 6–3, 6–4                                 | Albert Ramos                           |
| 23 de setiembre  | Morocco Tennis Tour – Kenitra Kenitra, Marruecos € 42,500 – Tierra batida – 32S/32Q/16D Cuadro de individuales - Cuadro de dobles            | Dino Marcan Antonio Šančić 6–1, 7–6(7–3)                      | Gerard Granollers Jordi Samper         |
| 23 de setiembre  | Seguros Bolívar Open Pereira Pereira, Colombia $ 40,000+H – Tierra batida – 32S/10Q/16D Cuadro de individuales - Cuadro de dobles            | Victor Estrella 7–6(5), 3–6, 7–6(6)                           | João Souza                             |
| 23 de setiembre  | Seguros Bolívar Open Pereira Pereira, Colombia $ 40,000+H – Tierra batida – 32S/10Q/16D Cuadro de individuales - Cuadro de dobles            | Nicolás Barrientos Eduardo Struvay 3–6, 6–3, [11–9]           | Guido Pella Horacio Zeballos           |
| 23 de setiembre  | Aberto de Tênis do Rio Grande do Sul Porto Alegre, Brasil $ 40,000+H – Tierra batida – 32S/32Q/16D Cuadro de individuales - Cuadro de dobles | Carlos Berlocq 6–4, 4–6, 6–0                                  | Diego Schwartzman                      |
| 23 de setiembre  | Aberto de Tênis do Rio Grande do Sul Porto Alegre, Brasil $ 40,000+H – Tierra batida – 32S/32Q/16D Cuadro de individuales - Cuadro de dobles | Guido Andreozzi Guillermo Durán 6–3, 6–3                      | Facundo Bagnis Diego Schwartzman       |
| 29 de septiembre | Ethias Trophy Mons, Bélgica € 106,500+H – Dura (indoor) – 32S/32Q/16D Cuadro de individuales - Cuadro de dobles                              | David Goffin 6–3, 6–3                                         | Steve Darcis                           |
| 29 de septiembre | Ethias Trophy Mons, Bélgica € 106,500+H – Dura (indoor) – 32S/32Q/16D Cuadro de individuales - Cuadro de dobles                              | Marc Gicquel Nicolas Mahut 6–3, 6–4                           | Andre Begemann Julian Knowle           |
| 29 de septiembre | Sacramento Challenger Sacramento, Estados Unidos $ 100,000 – Dura – 32S/32Q/16D Cuadro de individuales - Cuadro de dobles                    | Sam Querrey 6–3, 6–4                                          | Stefan Kozlov                          |
| 29 de septiembre | Sacramento Challenger Sacramento, Estados Unidos $ 100,000 – Dura – 32S/32Q/16D Cuadro de individuales - Cuadro de dobles                    | Adam Hubble John-Patrick Smith 6–3, 6–2                       | Peter Polansky Adil Shamasdin          |
| 29 de septiembre | Seguros Bolívar Open Cali Cali, Colombia $ 40,000+H – Tierra batida – 32S/32Q/16D Cuadro de individuales - Cuadro de dobles                  | Paolo Lorenzi 4–6, 6–3, 6–3                                   | Víctor Estrella                        |
| 29 de septiembre | Seguros Bolívar Open Cali Cali, Colombia $ 40,000+H – Tierra batida – 32S/32Q/16D Cuadro de individuales - Cuadro de dobles                  | Guido Andreozzi Guillermo Durán 6–3, 6–4                      | Alejandro González César Ramírez       |

### Octubre
| Semana de     | Torneo | Campeones                                                      | Finalista                                    |
| ------------- | --- | -------------------------------------------------------------- | -------------------------------------------- |
| 6 de octubre  | Tashkent Challenger Tashkent, Uzbekistán $125,000+H – Dura – 32S/24Q/16D Cuadro de individuales – Cuadro de dobles                             | Lukáš Lacko 6–2, 6–3                                           | Sergiy Stakhovsky                            |
| 6 de octubre  | Tashkent Challenger Tashkent, Uzbekistán $125,000+H – Dura – 32S/24Q/16D Cuadro de individuales – Cuadro de dobles                             | Lukáš Lacko Ante Pavić 6–3, 3–6, [13–11]                       | Frank Moser Alexander Satschko               |
| 6 de octubre  | Tiburon Challenger Tiburon, United States $100,000 – Dura – 32S/32Q/16D Cuadro de individuales – Cuadro de dobles                              | Sam Querrey 6–4, 6–2                                           | John Millman                                 |
| 6 de octubre  | Tiburon Challenger Tiburon, United States $100,000 – Dura – 32S/32Q/16D Cuadro de individuales – Cuadro de dobles                              | Bradley Klahn Adil Shamasdin 7–5, 6–2                          | Carsten Ball Matt Reid                       |
| 6 de octubre  | Open de Rennes Rennes, France €85,000+H – Dura (i) – 32S/28Q/16D Cuadro de individuales – Cuadro de dobles                                     | Steve Darcis 6–2, 6–4                                          | Nicolas Mahut                                |
| 6 de octubre  | Open de Rennes Rennes, France €85,000+H – Dura (i) – 32S/28Q/16D Cuadro de individuales – Cuadro de dobles                                     | Tobias Kamke Philipp Marx 3–6, 6–2, [10–3]                     | František Čermák Jonathan Erlich             |
| 13 de octubre | Indore Open ATP Challenger Indore, India $50,000 – Dura – 32S/16Q/16D Cuadro de individuales – Cuadro de dobles                                | Saketh Myneni 6–3, 6–7(4–7), 6–3                               | Aleksandr Nedovyesov                         |
| 13 de octubre | Indore Open ATP Challenger Indore, India $50,000 – Dura – 32S/16Q/16D Cuadro de individuales – Cuadro de dobles                                | Adrián Menéndez-Maceiras Aleksandr Nedovyesov 2–6, 6–4, [10–3] | Yuki Bhambri Divij Sharan                    |
| 13 de octubre | Copa San Juan Gobierno San Juan, Argentina $40,000+H – Tierra batida – 32S/25Q/16D Cuadro de individuales – Cuadro de dobles                   | Diego Sebastián Schwartzman 7–6(7–5), 6–3                      | João Souza                                   |
| 13 de octubre | Copa San Juan Gobierno San Juan, Argentina $40,000+H – Tierra batida – 32S/25Q/16D Cuadro de individuales – Cuadro de dobles                   | Martín Alund Facundo Bagnis 4–6, 6–3, [10–7]                   | Diego Sebastián Schwartzman Horacio Zeballos |
| 20 de octubre | KPIT MSLTA Challenger Pune, India $50,000+H – Dura – 32S/26Q/16D Cuadro de individuales – Cuadro de dobles                                     | Yūichi Sugita 6–7(1–7), 6–4, 6-4                               | Adrián Menéndez-Maceiras                     |
| 20 de octubre | KPIT MSLTA Challenger Pune, India $50,000+H – Dura – 32S/26Q/16D Cuadro de individuales – Cuadro de dobles                                     | Saketh Myneni Sanam Singh 6–3, 6–2                             | Sanchai Ratiwatana Sonchat Ratiwatana        |
| 20 de octubre | Copa Gobierno de Córdoba Córdoba, Argentina $40,000+H – Tierra batida – 32S/32Q/16D Cuadro de individuales – Cuadro de dobles                  | Alejandro González 7–5, 1–6, 6–3                               | Máximo González                              |
| 20 de octubre | Copa Gobierno de Córdoba Córdoba, Argentina $40,000+H – Tierra batida – 32S/32Q/16D Cuadro de individuales – Cuadro de dobles                  | Marcelo Demoliner Nicolás Jarry 6–3, 7–5                       | Hugo Dellien Juan Ignacio Londero            |
| 27 de octubre | Geneva Open Challenger Geneva, Switzerland €64,000+H – Dura (i) – 32S/31Q/16D Cuadro de individuales – Cuadro de dobles                        | Marcos Baghdatis 6–1, 4–6, 6–3                                 | Michał Przysiężny                            |
| 27 de octubre | Geneva Open Challenger Geneva, Switzerland €64,000+H – Dura (i) – 32S/31Q/16D Cuadro de individuales – Cuadro de dobles                        | Johan Brunström Nicholas Monroe 5–7, 7–5, [10–6]               | Oliver Marach Philipp Oswald                 |
| 27 de octubre | Charlottesville Men's Pro Challenger Charlottesville, United States €50,000 – Dura (i) – 32S/32Q/16D Cuadro de individuales – Cuadro de dobles | James Duckworth 5–7, 6–3, 6–2                                  | Liam Broady                                  |
| 27 de octubre | Charlottesville Men's Pro Challenger Charlottesville, United States €50,000 – Dura (i) – 32S/32Q/16D Cuadro de individuales – Cuadro de dobles | Treat Conrad Huey Frederik Nielsen 3–6, 6–3, [10–2]            | Lewis Burton Marcus Willis                   |
| 27 de octubre | Latrobe City Traralgon ATP Challenger 1 Traralgon, Australia $50,000 – Dura – 32S/32Q/16D Cuadro de individuales – Cuadro de dobles            | Bradley Klahn 7–6(7–5), 6–1                                    | Jarmere Jenkins                              |
| 27 de octubre | Latrobe City Traralgon ATP Challenger 1 Traralgon, Australia $50,000 – Dura – 32S/32Q/16D Cuadro de individuales – Cuadro de dobles            | Brydan Klein Dane Propoggia 6–1, 1–6, [10–3]                   | Jarmere Jenkins Mitchell Krueger             |
| 27 de octubre | Bauer Watertechnology Cup Eckental, Germany €35,000+H – Carpet (i) – 32S/32Q/16D Cuadro de individuales – Cuadro de dobles                     | Ruben Bemelmans 7–6(7–3), 6–3                                  | Tim Pütz                                     |
| 27 de octubre | Bauer Watertechnology Cup Eckental, Germany €35,000+H – Carpet (i) – 32S/32Q/16D Cuadro de individuales – Cuadro de dobles                     | Ruben Bemelmans Niels Desein 6–3, 4–6, [10–8]                  | Andreas Beck Philipp Petzschner              |
| 27 de octubre | Open de la Réunion Saint-Denis, Réunion Island €35,000+H – Dura – 32S/32Q/16D Cuadro de individuales – Cuadro de dobles                        | Robin Haase 3–6, 6–1, 7–5                                      | Florent Serra                                |
| 27 de octubre | Open de la Réunion Saint-Denis, Réunion Island €35,000+H – Dura – 32S/32Q/16D Cuadro de individuales – Cuadro de dobles                        | Robin Haase Mate Pavić 7–5, 4–6, [10–7]                        | Jonathan Eysseric Fabrice Martin             |

### Noviembre
| Semana de      | Torneo | Campeones                                                | Finalistas                         |
| -------------- | --- | -------------------------------------------------------- | ---------------------------------- |
| 3 de noviembre | Slovak Open Bratislava, Slovakia €85,000+H – Dura (i) – 32S/30Q/16D Cuadro de individuales – Cuadro de dobles                                | Peter Gojowczyk 7–6(7–2), 6–3                            | Farrukh Dustov                     |
| 3 de noviembre | Slovak Open Bratislava, Slovakia €85,000+H – Dura (i) – 32S/30Q/16D Cuadro de individuales – Cuadro de dobles                                | Ken Skupski Neal Skupski 6–3, 7–6(7–3)                   | Norbert Gomboš Adam Pavlásek       |
| 3 de noviembre | Internationaux de Tennis de Vendée Mouilleron-le-Captif, France €64,000+H – Dura (i) – 32S/30Q/16D Cuadro de individuales – Cuadro de dobles | Pierre-Hugues Herbert 6–2, 6–3                           | Marsel Ilhan                       |
| 3 de noviembre | Internationaux de Tennis de Vendée Mouilleron-le-Captif, France €64,000+H – Dura (i) – 32S/30Q/16D Cuadro de individuales – Cuadro de dobles | Pierre-Hugues Herbert Nicolas Mahut 6–3, 6–4             | Tobias Kamke Philipp Marx          |
| 3 de noviembre | Sparkassen ATP Challenger Ortisei, Italy €64,000 – Dura (i) – 32S/32Q/16D Cuadro de individuales – Cuadro de dobles                          | Andreas Seppi 6–4, 6–3                                   | Matthias Bachinger                 |
| 3 de noviembre | Sparkassen ATP Challenger Ortisei, Italy €64,000 – Dura (i) – 32S/32Q/16D Cuadro de individuales – Cuadro de dobles                          | Sergey Betov Alexander Bury 6–4, 5–7, [10–6]             | James Cluskey Austin Krajicek      |
| 3 de noviembre | Knoxville Challenger Knoxville, United States $50,000 – Dura (i) – 32S/32Q/16D Cuadro de individuales – Cuadro de dobles                     | Adrian Mannarino 3–6, 7–6(8–6), 6–4                      | Sam Groth                          |
| 3 de noviembre | Knoxville Challenger Knoxville, United States $50,000 – Dura (i) – 32S/32Q/16D Cuadro de individuales – Cuadro de dobles                     | Miķelis Lībietis Hunter Reese 6–3, 6–4                   | Gastao Elias Sean Thornley         |
| 3 de noviembre | Latrobe City Traralgon ATP Challenger 2 Traralgon, Australia $50,000 – Dura – 32S/32Q/16D Cuadro de individuales – Cuadro de dobles          | John Millman 6–4, 6–1                                    | James Ward                         |
| 3 de noviembre | Latrobe City Traralgon ATP Challenger 2 Traralgon, Australia $50,000 – Dura – 32S/32Q/16D Cuadro de individuales – Cuadro de dobles          | Brydan Klein Dane Propoggia 7–6(8–6), 3–6, [10–6]        | Marcus Daniell Artem Sitak         |
| November 10    | Trofeo Città di Brescia Brescia, Italy €42,500+H – Carpet (i) – 32S/32Q/16D Cuadro de individuales – Cuadro de dobles                        | Illya Marchenko 6–4, 5–7, 6–2                            | Farrukh Dustov                     |
| November 10    | Trofeo Città di Brescia Brescia, Italy €42,500+H – Carpet (i) – 32S/32Q/16D Cuadro de individuales – Cuadro de dobles                        | Illya Marchenko Denys Molchanov 7–6(7–4), 6–3            | Roman Jebavý Błażej Koniusz        |
| November 10    | Challenger Ciudad de Guayaquil Guayaquil, Ecuador $50,000+H – Tierra batida – 32S/24Q/16D Cuadro de individuales – Cuadro de dobles          | Pablo Cuevas Walkover                                    | Paolo Lorenzi                      |
| November 10    | Challenger Ciudad de Guayaquil Guayaquil, Ecuador $50,000+H – Tierra batida – 32S/24Q/16D Cuadro de individuales – Cuadro de dobles          | Máximo González Guido Pella 2-6, 7–6(7–5), [10–5]        | Pere Riba Jordi Samper             |
| November 10    | JSM Challenger of Champaign–Urbana Champaign, United States $50,000 – Dura (i) – 32S/32Q/16D Cuadro de individuales – Cuadro de dobles       | Adrian Mannarino 6–2, 6–2                                | Frederik Nielsen                   |
| November 10    | JSM Challenger of Champaign–Urbana Champaign, United States $50,000 – Dura (i) – 32S/32Q/16D Cuadro de individuales – Cuadro de dobles       | Ross William Guignon Tim Kopinski 7–6(7–2), 6–2          | Frank Dancevic Adil Shamasdin      |
| November 10    | IPP Open Helsinki, Finland €42,500 – Dura (i) – 32S/22Q/16D Cuadro de individuales – Cuadro de dobles                                        | Jürgen Zopp 6–4, 5–7, 7–6(8–6)                           | Dudi Sela                          |
| November 10    | IPP Open Helsinki, Finland €42,500 – Dura (i) – 32S/22Q/16D Cuadro de individuales – Cuadro de dobles                                        | Henri Kontinen Jarkko Nieminen 7–6(7–2), 6–4             | Jonathan Marray Philipp Petzschner |
| November 10    | Keio Challenger Yokohama, Japan $50,000 – Dura – 32S/24Q/16D Cuadro de individuales – Cuadro de dobles                                       | John Millman 6–4, 6–4                                    | Kyle Edmund                        |
| November 10    | Keio Challenger Yokohama, Japan $50,000 – Dura – 32S/24Q/16D Cuadro de individuales – Cuadro de dobles                                       | Bradley Klahn Matt Reid 4–6, 6–4, [10–7]                 | Marcus Daniell Artem Sitak         |
| November 17    | ATP Challenger Tour Finals São Paulo, Brasil $220,000+H – Tierra batida (i) – 8S Cuadro de individuales                                      | Diego Schwartzman 6–2, 6–3                               | Guilherme Clezar                   |
| November 17    | Lima Challenger Copa Claro Lima, Perú $50,000+H – Tierra batida – 32S/16Q/16D Cuadro de individuales – Cuadro de dobles                      | Guido Pella 6–2, 6–4                                     | Jason Kubler                       |
| November 17    | Lima Challenger Copa Claro Lima, Perú $50,000+H – Tierra batida – 32S/16Q/16D Cuadro de individuales – Cuadro de dobles                      | Sergio Galdós Guido Pella 6–3, 6–1                       | Marcelo Demoliner Roberto Maytín   |
| November 17    | Uruguay Open Montevideo, Uruguay $50,000 – Tierra batida – 32S/24Q/16D Cuadro de individuales – Cuadro de dobles                             | Pablo Cuevas 6–2, 6–4                                    | Hugo Dellien                       |
| November 17    | Uruguay Open Montevideo, Uruguay $50,000 – Tierra batida – 32S/24Q/16D Cuadro de individuales – Cuadro de dobles                             | Martín Cuevas Pablo Cuevas 6–2, 6–4                      | Nicolás Jarry Gonzalo Lama         |
| November 17    | Internazionali di Tennis Castel del Monte Andria, Italy €35,000+H – Carpet (i) – 32S/32Q/16D Cuadro de individuales – Cuadro de dobles       | Ričardas Berankis 6–4, 1–0 retiro                        | Nikoloz Basilashvili               |
| November 17    | Internazionali di Tennis Castel del Monte Andria, Italy €35,000+H – Carpet (i) – 32S/32Q/16D Cuadro de individuales – Cuadro de dobles       | Patrick Grigoriu Costin Pavăl 7–6(7–4), 6–7(4–7), [10–5] | Roman Jebavý Andreas Siljeström    |
| November 17    | Dunlop World Challenge Toyota, Japan $40,000+H – Carpet (i) – 32S/30Q/16D Cuadro de individuales – Cuadro de dobles                          | Go Soeda 6–4, 7–5                                        | Tatsuma Ito                        |
| November 17    | Dunlop World Challenge Toyota, Japan $40,000+H – Carpet (i) – 32S/30Q/16D Cuadro de individuales – Cuadro de dobles                          | Toshihide Matsui Yasutaka Uchiyama 7–6(8–6), 6–2         | Bumpei Sato Yang Tsung-hua         |

## Estadísticas de la temporada
Estas tablas muestran a los campeones de individuales y de dobles por jugador y por nación. Los jugadores/países serán clasificados siguiendo los siguientes ítems:
- 1) El total de títulos ganados (Los títulos de dobles ganados por dos jugadores del mismo país, solo cuenta un título ganado para ese país.
- 2) Individuales > dobles 3) Orden alfabético (por apellido de los jugadores).

Para evitar confusiones, esta tabla se actualizará posteriormente a culminar los eventos
- Actualización: 8 de septiembre de 2014

### Títulos por jugador
| Total | Jugador                   | Indiv. | Dobles | Indiv. | Dobles |
| ----- | ------------------------- | ------ | ------ | ------ | ------ |
| 7     | Máximo González           | ●      | ●      | 3      | 4      |
| 6     | Samuel Groth              | ●      | ●      | 1      | 5      |
| 6     | Chris Guccione            |        | ●      | 0      | 6      |
| 5     | Gilles Müller             | ●      |        | 5      | 0      |
| 5     | Sergey Betov              |        | ●      | 0      | 5      |
| 5     | Alexander Bury            |        | ●      | 0      | 5      |
| 4     | Simone Bolelli            | ●      |        | 4      | 0      |
| 4     | Pablo Cuevas              | ●      | ●      | 2      | 2      |
| 4     | Diego Schwartzman         | ●      | ●      | 2      | 2      |
| 4     | Pierre-Hugues Herbert     | ●      | ●      | 1      | 3      |
| 4     | Austin Krajicek           | ●      | ●      | 1      | 3      |
| 4     | Radu Albot                |        | ●      | 0      | 4      |
| 4     | Potito Starace            |        | ●      | 0      | 4      |
| 3     | Marcos Baghdatis          | ●      |        | 3      | 0      |
| 3     | Damir Džumhur             | ●      |        | 3      | 0      |
| 3     | David Goffin              | ●      |        | 3      | 0      |
| 3     | Blaž Kavčič               | ●      |        | 3      | 0      |
| 3     | Nick Kyrgios              | ●      |        | 3      | 0      |
| 3     | Adrian Mannarino          | ●      |        | 3      | 0      |
| 3     | Lukáš Rosol               | ●      | ●      | 2      | 1      |
| 3     | Facundo Argüello          | ●      | ●      | 1      | 2      |
| 3     | Yuki Bhambri              | ●      | ●      | 1      | 2      |
| 3     | Ilija Bozoljac            | ●      | ●      | 1      | 2      |
| 3     | Denis Kudla               | ●      | ●      | 1      | 2      |
| 3     | Andrey Kuznetsov          | ●      | ●      | 1      | 2      |
| 3     | Andrej Martin             | ●      | ●      | 1      | 2      |
| 3     | Adrian Ungur              | ●      | ●      | 1      | 2      |
| 3     | Henri Kontinen            |        | ●      | 0      | 3      |
| 3     | Jaroslav Pospíšil         |        | ●      | 0      | 3      |
| 3     | Adil Shamasdin            |        | ●      | 0      | 3      |
| 3     | Michael Venus             |        | ●      | 0      | 3      |
| 3     | Horacio Zeballos          |        | ●      | 0      | 3      |
| 2     | Nicolás Jarry             |        | ●      | 0      | 2      |
| 2     | Pablo Carreño             | ●      |        | 2      | 0      |
| 2     | Alejandro Falla           | ●      |        | 2      | 0      |
| 2     | Andreas Haider-Maurer     | ●      |        | 2      | 0      |
| 2     | Steve Johnson             | ●      |        | 2      | 0      |
| 2     | Bradley Klahn             | ●      |        | 2      | 0      |
| 2     | Filip Krajinović          | ●      |        | 2      | 0      |
| 2     | Albert Ramos              | ●      |        | 2      | 0      |
| 2     | Go Soeda                  | ●      |        | 2      | 0      |
| 2     | Viktor Troicki            | ●      |        | 2      | 0      |
| 2     | Alex Bolt                 | ●      | ●      | 1      | 1      |
| 2     | Dustin Brown              | ●      | ●      | 1      | 1      |
| 2     | Gerald Melzer             | ●      | ●      | 1      | 1      |
| 2     | Rajeev Ram                | ●      | ●      | 1      | 1      |
| 2     | Matt Reid                 | ●      | ●      | 1      | 1      |
| 2     | Pere Riba                 | ●      | ●      | 1      | 1      |
| 2     | Jan-Lennard Struff        | ●      | ●      | 1      | 1      |
| 2     | Jiří Veselý               | ●      | ●      | 1      | 1      |
| 2     | Tomasz Bednarek           |        | ●      | 0      | 2      |
| 2     | Andre Begemann            |        | ●      | 0      | 2      |
| 2     | Daniele Bracciali         |        | ●      | 0      | 2      |
| 2     | Marcus Daniell            |        | ●      | 0      | 2      |
| 2     | Guillermo Durán           |        | ●      | 0      | 2      |
| 2     | Mikhail Elgin             |        | ●      | 0      | 2      |
| 2     | Daniele Giorgini          |        | ●      | 0      | 2      |
| 2     | Roman Jebavý              |        | ●      | 0      | 2      |
| 2     | Kevin King                |        | ●      | 0      | 2      |
| 2     | Konstantín Kravchuk       |        | ●      | 0      | 2      |
| 2     | Roberto Maytín            |        | ●      | 0      | 2      |
| 2     | Dominik Meffert           |        | ●      | 0      | 2      |
| 2     | Andrés Molteni            |        | ●      | 0      | 2      |
| 2     | Saketh Myneni             |        | ●      | 0      | 2      |
| 2     | Hsien-yin Peng            |        | ●      | 0      | 2      |
| 2     | Peter Polansky            |        | ●      | 0      | 2      |
| 2     | Tim Puetz                 |        | ●      | 0      | 2      |
| 2     | César Ramírez             |        | ●      | 0      | 2      |
| 2     | Sanchai Ratiwatana        |        | ●      | 0      | 2      |
| 2     | Sonchat Ratiwatana        |        | ●      | 0      | 2      |
| 2     | Eduardo Schwank           |        | ●      | 0      | 2      |
| 2     | Divij Sharan              |        | ●      | 0      | 2      |
| 2     | Sanam Singh               |        | ●      | 0      | 2      |
| 2     | Artem Sitak               |        | ●      | 0      | 2      |
| 2     | Franko Škugor             |        | ●      | 0      | 2      |
| 2     | Daniel Smethurst          |        | ●      | 0      | 2      |
| 2     | John-Patrick Smith        |        | ●      | 0      | 2      |
| 2     | Juan Carlos Spir          |        | ●      | 0      | 2      |
| 2     | Goran Tošić               |        | ●      | 0      | 2      |
| 2     | Boy Westerhof             |        | ●      | 0      | 2      |
| 2     | Igor Zelenay              |        | ●      | 0      | 2      |
| 1     | Nikoloz Basilashvili      | ●      |        | 1      | 0      |
| 1     | Andreas Beck              | ●      |        | 1      | 0      |
| 1     | Aljaž Bedene              | ●      |        | 1      | 0      |
| 1     | Julien Benneteau          | ●      |        | 1      | 0      |
| 1     | Ričardas Berankis         | ●      |        | 1      | 0      |
| 1     | Hyeon Chung               | ●      |        | 1      | 0      |
| 1     | Frank Dancevic            | ●      |        | 1      | 0      |
| 1     | Thiemo de Bakker          | ●      |        | 1      | 0      |
| 1     | Kenny de Schepper         | ●      |        | 1      | 0      |
| 1     | Somdev Devvarman          | ●      |        | 1      | 0      |
| 1     | James Duckworth           | ●      |        | 1      | 0      |
| 1     | Farrukh Dustov            | ●      |        | 1      | 0      |
| 1     | Rogério Dutra Silva       | ●      |        | 1      | 0      |
| 1     | Víctor Estrella           | ●      |        | 1      | 0      |
| 1     | Martin Fischer            | ●      |        | 1      | 0      |
| 1     | Peter Gojowczyk           | ●      |        | 1      | 0      |
| 1     | Andrey Golubev            | ●      |        | 1      | 0      |
| 1     | Jesse Huta Galung         | ●      |        | 1      | 0      |
| 1     | Marsel Ilhan              | ●      |        | 1      | 0      |
| 1     | Tobias Kamke              | ●      |        | 1      | 0      |
| 1     | Jozef Kovalík             | ●      |        | 1      | 0      |
| 1     | Gonzalo Lama              | ●      |        | 1      | 0      |
| 1     | Paolo Lorenzi             | ●      |        | 1      | 0      |
| 1     | Yen-hsun Lu               | ●      |        | 1      | 0      |
| 1     | Nicolas Mahut             | ●      |        | 1      | 0      |
| 1     | Albert Montañés           | ●      |        | 1      | 0      |
| 1     | Hiroki Moriya             | ●      |        | 1      | 0      |
| 1     | Wayne Odesnik             | ●      |        | 1      | 0      |
| 1     | Julian Reister            | ●      |        | 1      | 0      |
| 1     | Blaž Rola                 | ●      |        | 1      | 0      |
| 1     | Sergiy Stakhovsky         | ●      |        | 1      | 0      |
| 1     | João Souza                | ●      |        | 1      | 0      |
| 1     | Alexander Zverev          | ●      |        | 1      | 0      |
| 1     | Ryan Agar                 |        | ●      | 0      | 1      |
| 1     | Guido Andreozzi           |        | ●      | 0      | 1      |
| 1     | Toni Androić              |        | ●      | 0      | 1      |
| 1     | Matthias Bachinger        |        | ●      | 0      | 1      |
| 1     | Sebastian Bader           |        | ●      | 0      | 1      |
| 1     | Facundo Bagnis            |        | ●      | 0      | 1      |
| 1     | Víktor Báluda             |        | ●      | 0      | 1      |
| 1     | Karol Beck                |        | ●      | 0      | 1      |
| 1     | Ariel Behar               |        | ●      | 0      | 1      |
| 1     | Ruben Bemelmans           |        | ●      | 0      | 1      |
| 1     | Serguéi Bubka             |        | ●      | 0      | 1      |
| 1     | Chase Buchanan            |        | ●      | 0      | 1      |
| 1     | Juan Sebastián Cabal      |        | ●      | 0      | 1      |
| 1     | František Čermák          |        | ●      | 0      | 1      |
| 1     | Íñigo Cervantes-Huegun    |        | ●      | 0      | 1      |
| 1     | Ti Chen                   |        | ●      | 0      | 1      |
| 1     | Marco Chiudinelli         |        | ●      | 0      | 1      |
| 1     | Flavio Cipolla            |        | ●      | 0      | 1      |
| 1     | Daniel Cox                |        | ●      | 0      | 1      |
| 1     | Edward Corrie             |        | ●      | 0      | 1      |
| 1     | Fabiano de Paula          |        | ●      | 0      | 1      |
| 1     | Matteo Donati             |        | ●      | 0      | 1      |
| 1     | Marin Draganja            |        | ●      | 0      | 1      |
| 1     | Guillermo Durán           |        | ●      | 0      | 1      |
| 1     | Robert Farah              |        | ●      | 0      | 1      |
| 1     | Christian Garín           |        | ●      | 0      | 1      |
| 1     | Marc Gicquel              |        | ●      | 0      | 1      |
| 1     | Mao-Xin Gong              |        | ●      | 0      | 1      |
| 1     | Ruben Gonzales            |        | ●      | 0      | 1      |
| 1     | Santiago González         |        | ●      | 0      | 1      |
| 1     | Gerard Granollers         |        | ●      | 0      | 1      |
| 1     | Laurynas Grigelis         |        | ●      | 0      | 1      |
| 1     | Pruchya Isarow            |        | ●      | 0      | 1      |
| 1     | Jarmere Jenkins           |        | ●      | 0      | 1      |
| 1     | Rameez Junaid             |        | ●      | 0      | 1      |
| 1     | Nuttanon Kadchapanan      |        | ●      | 0      | 1      |
| 1     | Robin Kern                |        | ●      | 0      | 1      |
| 1     | Thanasi Kokkinakis        |        | ●      | 0      | 1      |
| 1     | Wesley Koolhof            |        | ●      | 0      | 1      |
| 1     | Gero Kretschmer           |        | ●      | 0      | 1      |
| 1     | Aleksandr Kudriávtsev     |        | ●      | 0      | 1      |
| 1     | Tristan Lamasine          |        | ●      | 0      | 1      |
| 1     | Scott Lipsky              |        | ●      | 0      | 1      |
| 1     | Juan Lizariturry          |        | ●      | 0      | 1      |
| 1     | Laurent Lokoli            |        | ●      | 0      | 1      |
| 1     | Enrique López-Pérez       |        | ●      | 0      | 1      |
| 1     | Dino Marcan               |        | ●      | 0      | 1      |
| 1     | Adrián Menéndez           |        | ●      | 0      | 1      |
| 1     | Michal Mertiňák           |        | ●      | 0      | 1      |
| 1     | Matwé Middelkoop          |        | ●      | 0      | 1      |
| 1     | Alessandro Motti          |        | ●      | 0      | 1      |
| 1     | Stefano Napolitano        |        | ●      | 0      | 1      |
| 1     | Albano Olivetti           |        | ●      | 0      | 1      |
| 1     | Josselin Ouanna           |        | ●      | 0      | 1      |
| 1     | Adam Pavlásek             |        | ●      | 0      | 1      |
| 1     | Guido Pella               |        | ●      | 0      | 1      |
| 1     | Purav Raja                |        | ●      | 0      | 1      |
| 1     | Antonio Šančić            |        | ●      | 0      | 1      |
| 1     | Miguel Ángel Reyes Varela |        | ●      | 0      | 1      |
| 1     | Fernando Romboli          |        | ●      | 0      | 1      |
| 1     | Mohamed Safwat            |        | ●      | 0      | 1      |
| 1     | Jordi Samper              |        | ●      | 0      | 1      |
| 1     | Tennys Sandgren           |        | ●      | 0      | 1      |
| 1     | Alexander Satschko        |        | ●      | 0      | 1      |
| 1     | Andreas Siljeström        |        | ●      | 0      | 1      |
| 1     | Sergiy Stakhovsky         |        | ●      | 0      | 1      |
| 1     | Sean Thornley             |        | ●      | 0      | 1      |
| 1     | Yasutaka Uchiyama         |        | ●      | 0      | 1      |
| 1     | Antal van der Duim        |        | ●      | 0      | 1      |
| 1     | Antonio Veić              |        | ●      | 0      | 1      |
| 1     | Andrew Whittington        |        | ●      | 0      | 1      |

### Títulos por países
| Total | País                 | Indiv. | Dobles |
| ----- | -------------------- | ------ | ------ |
| 20    | Estados Unidos       | 10     | 10     |
| 19    | Australia            | 7      | 12     |
| 18    | Argentina            | 7      | 11     |
| 14    | Alemania             | 7      | 7      |
| 13    | Italia               | 5      | 8      |
| 12    | Francia              | 6      | 6      |
| 11    | España               | 6      | 5      |
| 10    | República Checa      | 3      | 7      |
| 8     | Serbia               | 5      | 3      |
| 7     | India                | 2      | 5      |
| 7     | Rusia                | 1      | 6      |
| 6     | Austria              | 4      | 2      |
| 6     | Eslovaquia           | 2      | 4      |
| 6     | Nueva Zelanda        | 0      | 6      |
| 5     | Eslovenia            | 5      | 0      |
| 5     | Luxemburgo           | 5      | 0      |
| 5     | Japón                | 4      | 1      |
| 5     | Colombia             | 2      | 3      |
| 5     | Países Bajos         | 2      | 3      |
| 5     | Uruguay              | 2      | 3      |
| 5     | Chile                | 1      | 4      |
| 5     | Canadá               | 1      | 4      |
| 5     | Bielorrusia          | 0      | 5      |
| 5     | Croacia              | 0      | 5      |
| 4     | Bélgica              | 3      | 1      |
| 4     | Brasil               | 2      | 2      |
| 4     | México               | 0      | 4      |
| 4     | Moldavia             | 0      | 4      |
| 3     | Bosnia y Herzegovina | 3      | 0      |
| 3     | Chipre               | 3      | 0      |
| 3     | Rumania              | 1      | 2      |
| 3     | China Taipéi         | 1      | 2      |
| 3     | Ucrania              | 1      | 2      |
| 3     | Finlandia            | 0      | 3      |
| 3     | Tailandia            | 0      | 3      |
| 2     | Lituania             | 1      | 1      |
| 2     | Reino Unido          | 0      | 2      |
| 2     | Polonia              | 0      | 2      |
| 2     | Venezuela            | 0      | 2      |
| 1     | Corea del Sur        | 1      | 0      |
| 1     | República Dominicana | 1      | 0      |
| 1     | Georgia              | 1      | 0      |
| 1     | Kazajistán           | 1      | 0      |
| 1     | Turquía              | 1      | 0      |
| 1     | Uzbekistán           | 1      | 0      |
| 1     | Egipto               | 0      | 1      |
| 1     | Filipinas            | 0      | 1      |
| 1     | Suecia               | 0      | 1      |
| 1     | Suiza                | 0      | 1      |